# Soultzmatt
Soultzmatt [sultsmat] , dénommée localement Soultzmatt-Wintzfelden, est une commune française située dans la circonscription administrative du Haut-Rhin et, depuis le 1er janvier 2021, dans le territoire de la Collectivité européenne d'Alsace, en région Grand Est. Cette commune se trouve dans la région historique et culturelle d'Alsace. Elle est connue pour ses grands terroirs viticoles dont le grand cru Zinnkoepfle. Ses habitants sont appelés les Soultzmattois et les Soultzmattoises.

## Géographie

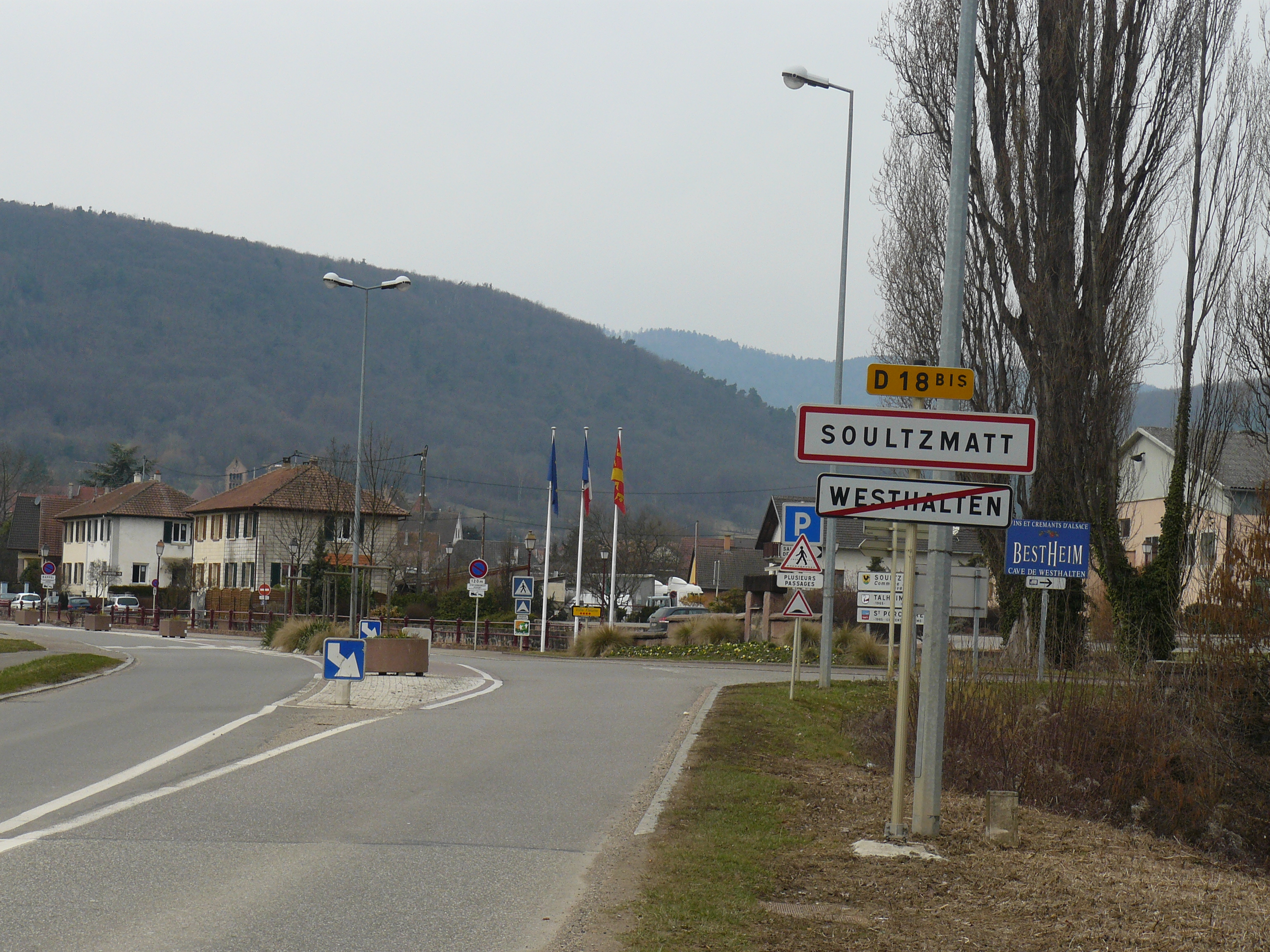
Entrée du village de Soultzmatt par la D 18bis.

Soultzmatt est située dans une vallée connue autrefois sous le nom de vallée de saint-Georges, également appelée « vallée noble », et sur la route d'Osenbach à Westhalten. La commune, nichée au cœur d'une vallée verdoyante à flanc de coteaux boisés, fait partie du canton de Wintzenheim et de l'arrondissement de Thann-Guebwiller. Elle possède une exclave située au nord-ouest d'Osenbach. Soultzmatt se trouve à 22 km au sud-est de Colmar par la RD 83 et à 30 km au nord de Mulhouse.
C'est une des 188 communes du parc naturel régional des Ballons des Vosges.

Le terroir communal présente la particularité d'être formé de deux parties distinctes.
|             | Soultzbach-les-Bains     | Pfaffenheim |
| Wasserbourg | Soultzmatt (partie nord) |             |
| Rouffach    |                          | Osenbach    |

|            | Osenbach                |            |
| Rouffach   | Soultzmatt (partie sud) | Westhalten |
| Lautenbach |                         | Orschwihr  |

### Accès
Soultzmatt est situé près de la vallée de Guebwiller. En venant de Colmar comme de Belfort et Cernay, prendre la RD 83 et la quitter pour sortir par la route D 18bis qui va vers Westhalten, au pied de la colline du Bollenberg.

### Écarts et lieux-dits
- Wintzfelden : situé au nord-ouest de Soultzmatt, fait partie du hameau, dont dépend en outre la chapelle dite du Schaeferthal (Val-du-Pâtre), pèlerinage autrefois assez fréquenté.
- Thannwiller : qui se compose d'une ferme et de quelques maisons et de la ferme dite Gauchmatt.
- Dietenthal
- Langenfurch
- Mengenstein
- Ziegellofen
- Zinnkoepflé : colline ayant donné son nom au grand cru produit notamment à Soultzmatt.

### Cours d'eau

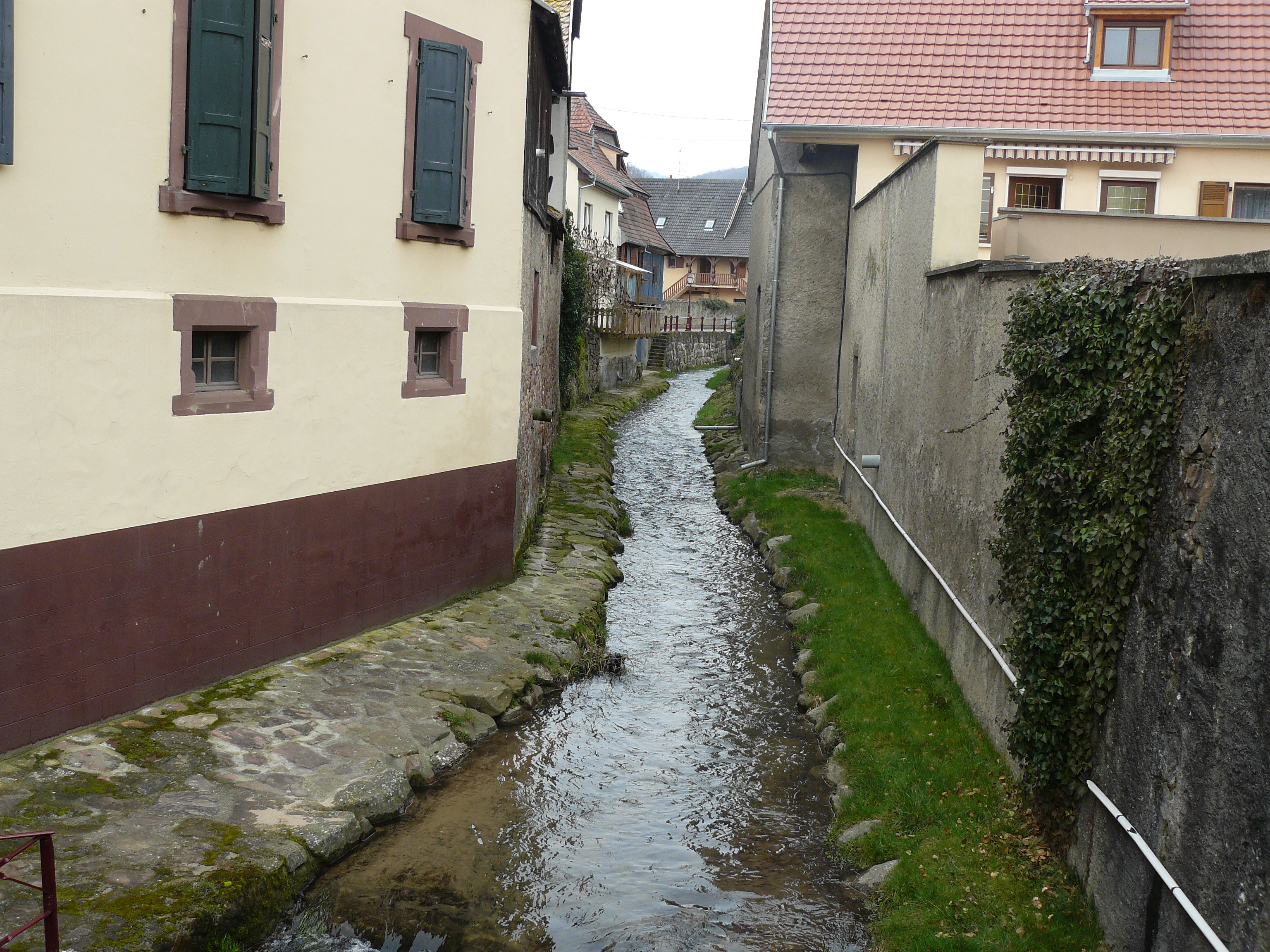
Cours d'eau de l'Ochsenbach.

- Rothbach
- Ohmbach

### Toponymie
- Sulzmata, 1044 ;
- Sulzemata, 1191 ;
- Sulzmaten, 1246 ;
- Sultznat, 1441 ;
- Sultzmath, 1577 ;
- ad acidulas Sultzmatensis, 1627.

L'étymologie du nom de Soultzmatt est probablement dérivé d'une source acide qui coulait dans la prairie : Sultz = sel et matte = prairie, soit pré salé.

### Hydrographie

#### Réseau hydrographique
La commune est dans le bassin versant du Rhin au sein du bassin Rhin-Meuse. Elle est drainée par le Holtzcanal, le ruisseau l'Ohmbach, le ruisseau Baren Bach, le Kalte-Bach et le ruisseau Muhlmattenbach,,.

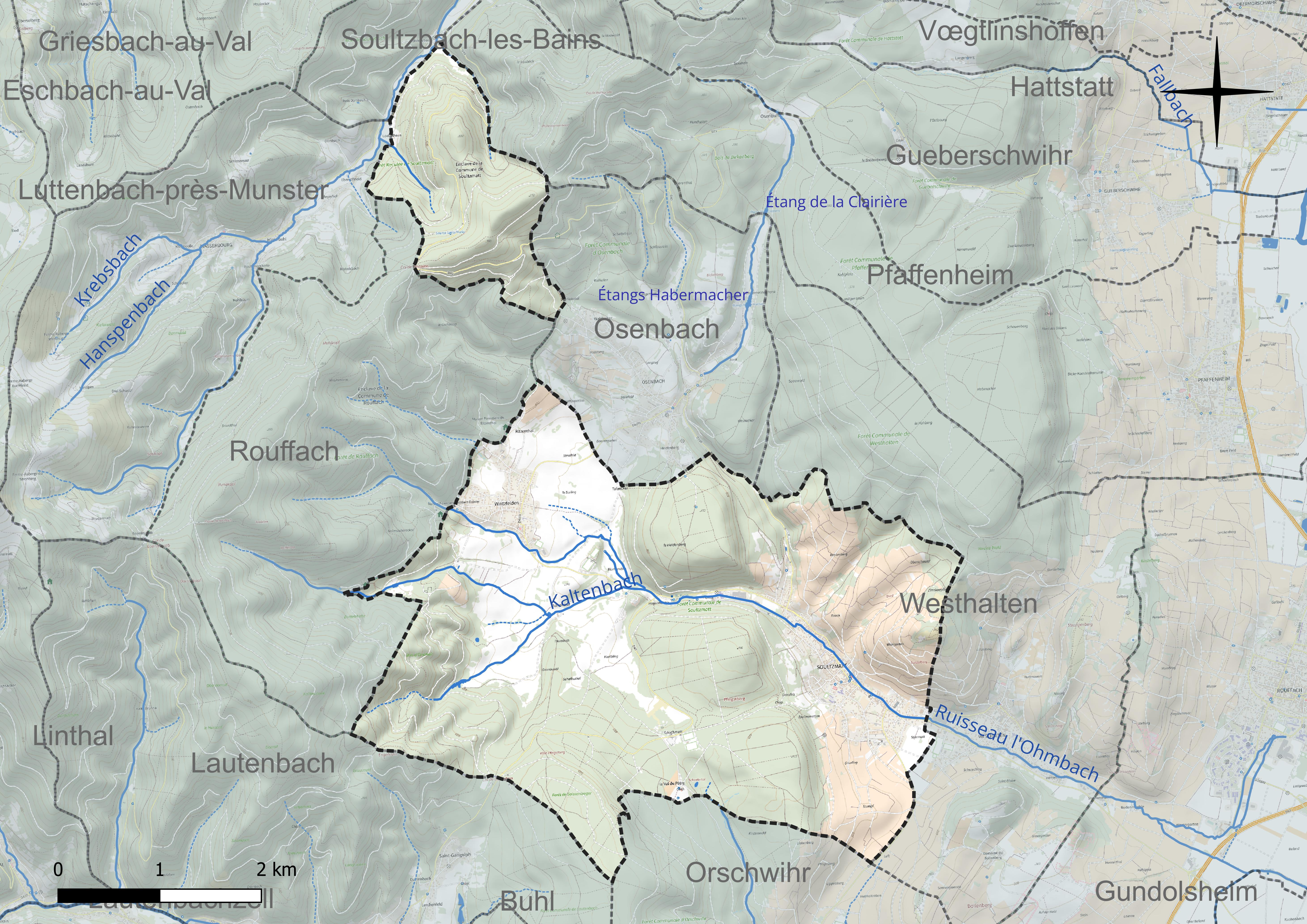
Réseau hydrographique de Soultzmatt.

#### Gestion et qualité des eaux
Le territoire communal est couvert par le schéma d'aménagement et de gestion des eaux (SAGE) « Lauch ». Ce document de planification concerne les bassins versants de la Lauch, de l’Ohmbach et du Rimbach, dont le territoire s'étend sur 358 km2. Le périmètre a été arrêté le 7 mars 2013 et le SAGE proprement dit a été approuvé le 15 janvier 2020. La structure porteuse de l'élaboration et de la mise en œuvre est le syndicat mixte « Rivières de Haute-Alsace ». 
La qualité des cours d’eau peut être consultée sur un site dédié géré par les agences de l’eau et l’Agence française pour la biodiversité. 

### Climat
Pour des articles plus généraux, voir Climat du Grand Est et Climat du Haut-Rhin.
En 2010, le climat de la commune est de type climat des marges montargnardes, selon une étude du Centre national de la recherche scientifique s'appuyant sur une série de données couvrant la période 1971-2000. En 2020, Météo-France publie une typologie des climats de la France métropolitaine dans laquelle la commune est exposée à un climat semi-continental et est dans la région climatique  Vosges, caractérisée par une pluviométrie très élevée (1 500 à 2 000 mm/an) en toutes saisons et un hiver rude (moins de 1 °C). 
Pour la période 1971-2000, la température annuelle moyenne est de 10,4 °C, avec une amplitude thermique annuelle de 17,4 °C. Le cumul annuel moyen de précipitations est de 924 mm, avec 9,9 jours de précipitations en janvier et 9,5 jours en juillet. Pour la période 1991-2020, la température moyenne annuelle observée sur la station météorologique de Météo-France la plus proche, « Rouffach - Sa », sur la commune de Rouffach à 5 km à vol d'oiseau, est de 11,5 °C et le cumul annuel moyen de précipitations est de 621,8 mm. 
La température maximale relevée sur cette station est de 39,3 °C, atteinte le 13 août 2003 ; la température minimale est de −17,5 °C, atteinte le 13 janvier 1987,,. 
Les paramètres climatiques de la commune ont été estimés pour le milieu du siècle (2041-2070) selon différents scénarios d'émission de gaz à effet de serre à partir des nouvelles projections climatiques de référence DRIAS-2020. Ils sont consultables sur un site dédié publié par Météo-France en novembre 2022.

## Urbanisme

### Typologie
Au 1er janvier 2024, Soultzmatt est catégorisée bourg rural, selon la nouvelle grille communale de densité à sept niveaux définie par l'Insee en 2022.
Elle appartient à l'unité urbaine de Soultzmatt, une agglomération intra-départementale regroupant deux  communes, dont elle est ville-centre,,. Par ailleurs la commune fait partie de l'aire d'attraction de Rouffach, dont elle est une commune de la couronne,. Cette aire, qui regroupe 2 communes, est catégorisée dans les aires de moins de 50 000 habitants,.

### Occupation des sols
L'occupation des sols de la commune, telle qu'elle ressort de la base de données européenne d’occupation biophysique des sols Corine Land Cover (CLC), est marquée par l'importance des forêts et milieux semi-naturels (59,6 % en 2018), une proportion sensiblement équivalente à celle de 1990 (59,8 %). La répartition détaillée en 2018 est la suivante : 
forêts (59 %), zones agricoles hétérogènes (17,1 %), cultures permanentes (13,1 %), zones urbanisées (5,6 %), prairies (3 %), terres arables (1,5 %), milieux à végétation arbustive et/ou herbacée (0,7 %). L'évolution de l’occupation des sols de la commune et de ses infrastructures peut être observée sur les différentes représentations cartographiques du territoire : la carte de Cassini (XVIIIe siècle), la carte d'état-major (1820-1866) et les cartes ou photos aériennes de l'IGN pour la période actuelle (1950 à aujourd'hui).

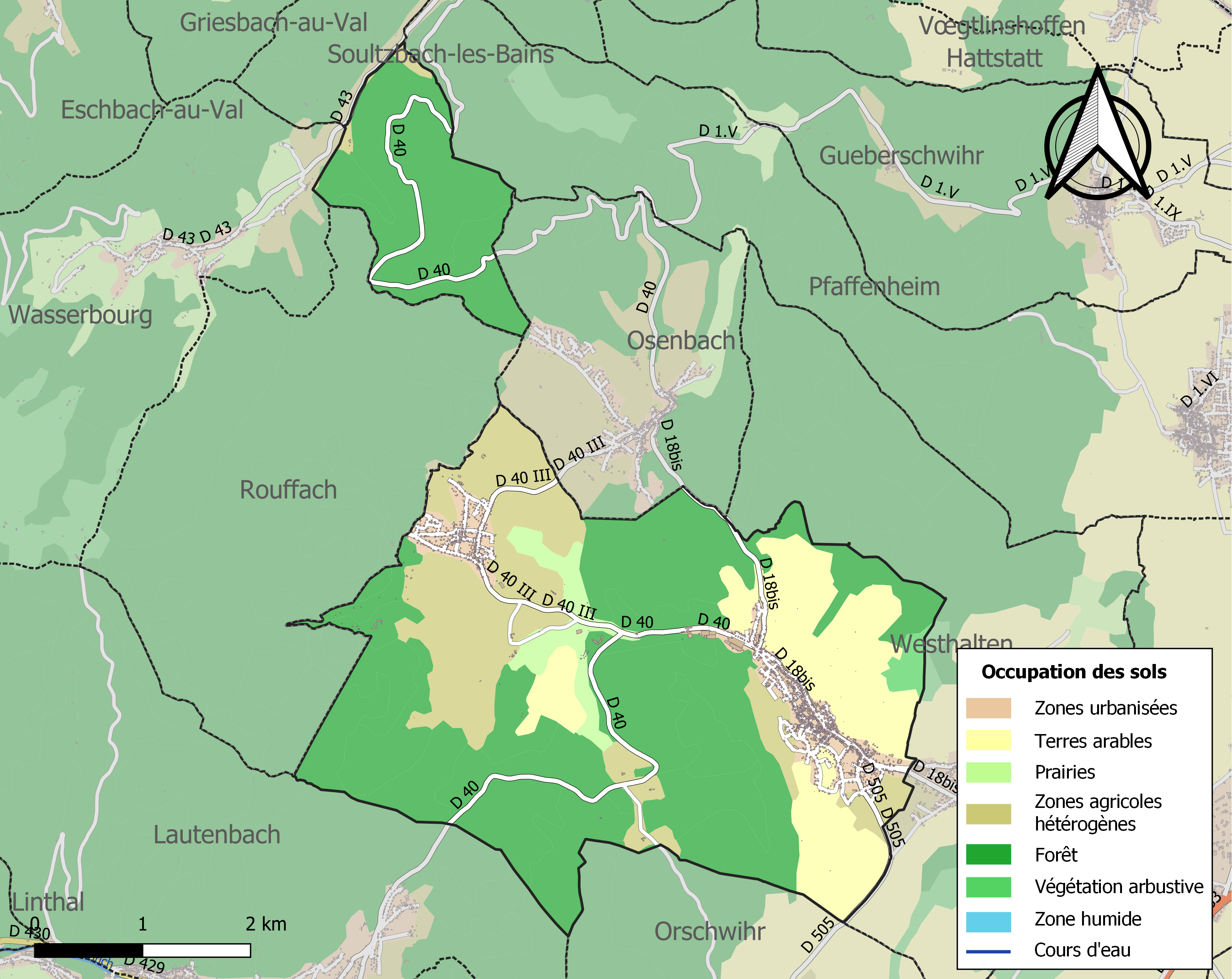
Carte des infrastructures et de l'occupation des sols de la commune en 2018 (CLC).

## Histoire

### Origine
L'origine du nom provient de l'allemand Sultz= sel et de Matt = prairie. Le site était connu depuis l'époque néolithique, puis romaine. On doit aux troupes romaines le développement des vignes et la culture de la vigne à Soultzmatt dès le IIIe siècle (source?). Le nom de la localité est cité pour la première fois dans une charte émanant de la cour épiscopale appartenant en fief par le chanoine strasbourgeois Hunfridus de Wülflingen.

### Le Moyen Âge

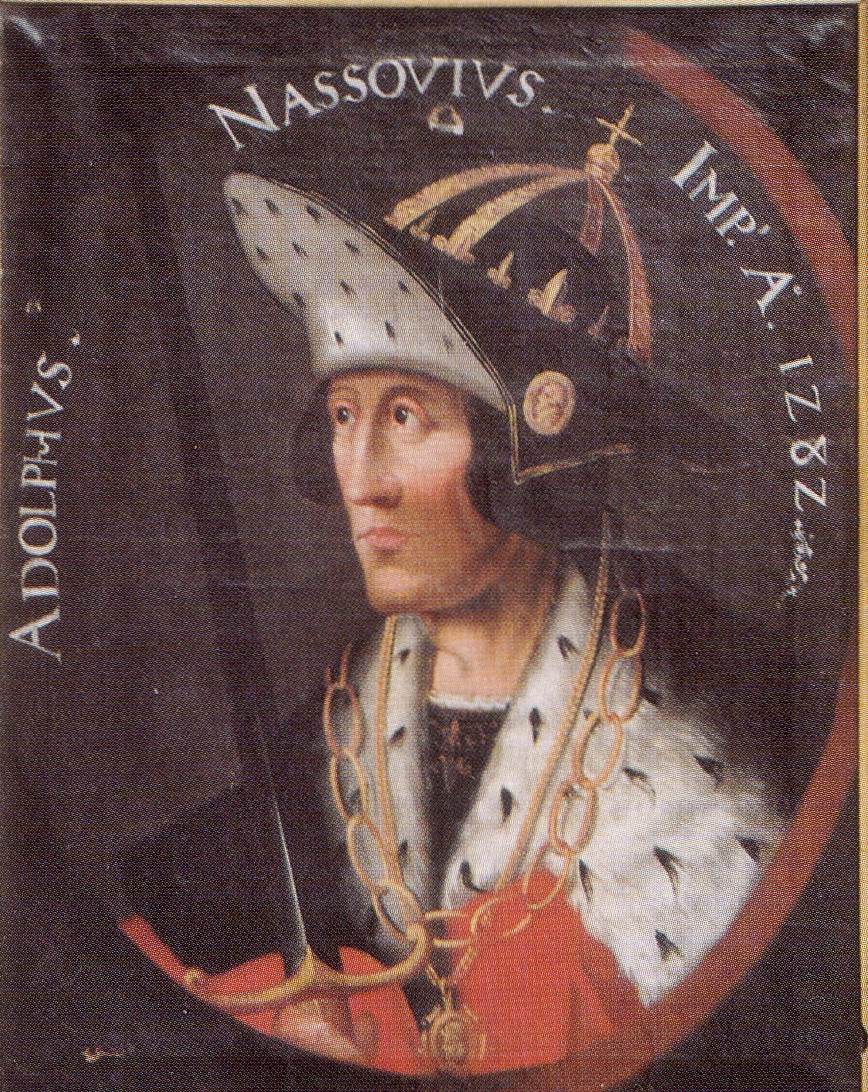
Adolphe de Nassau.

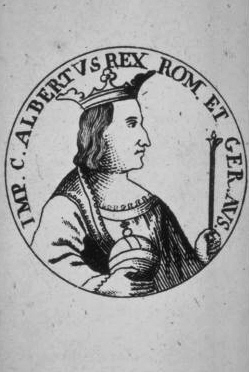
Albert Ier du Saint-Empire.

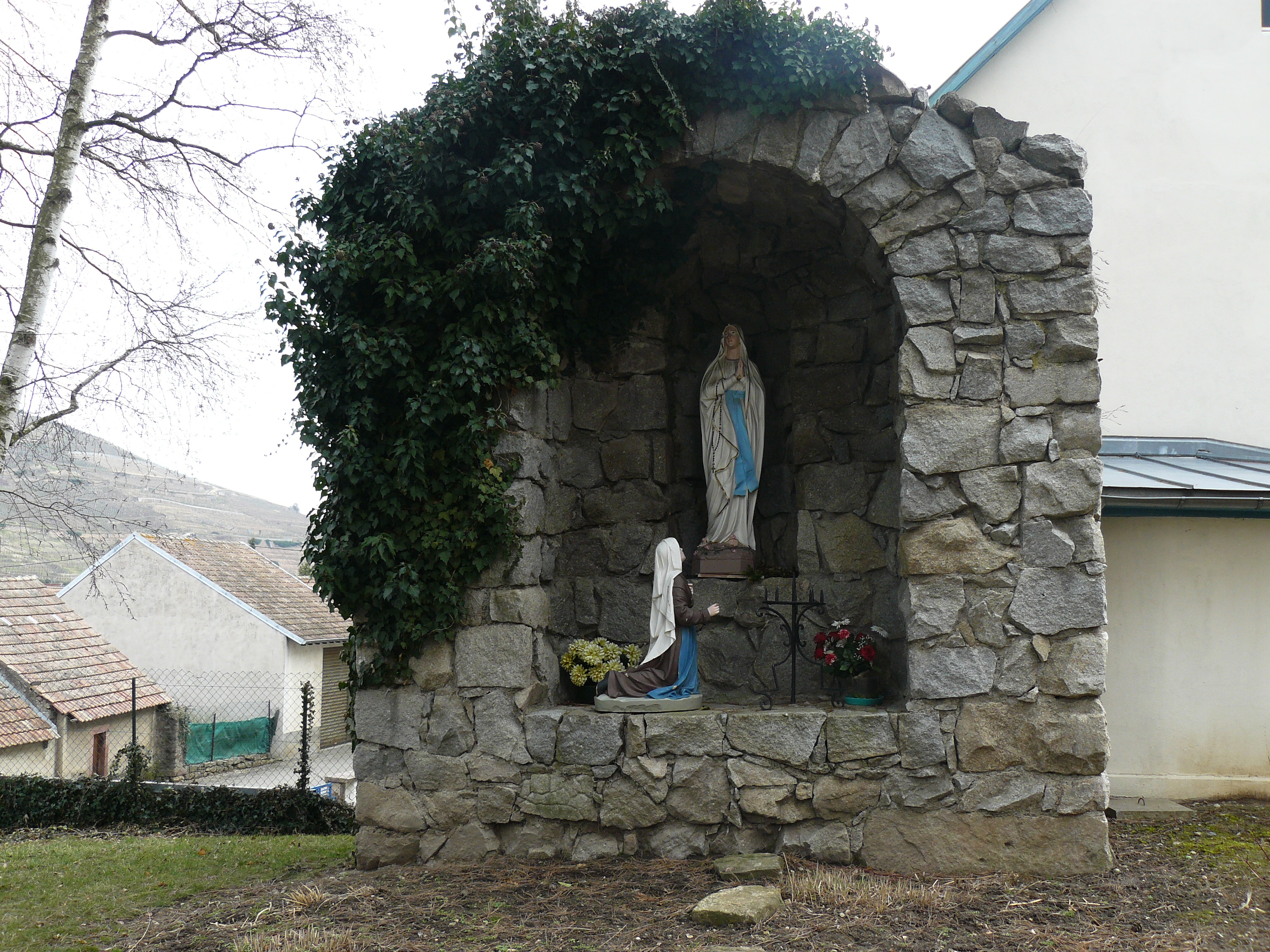
Grotte de Notre-Dame de Lourdes située à côté de l'église.

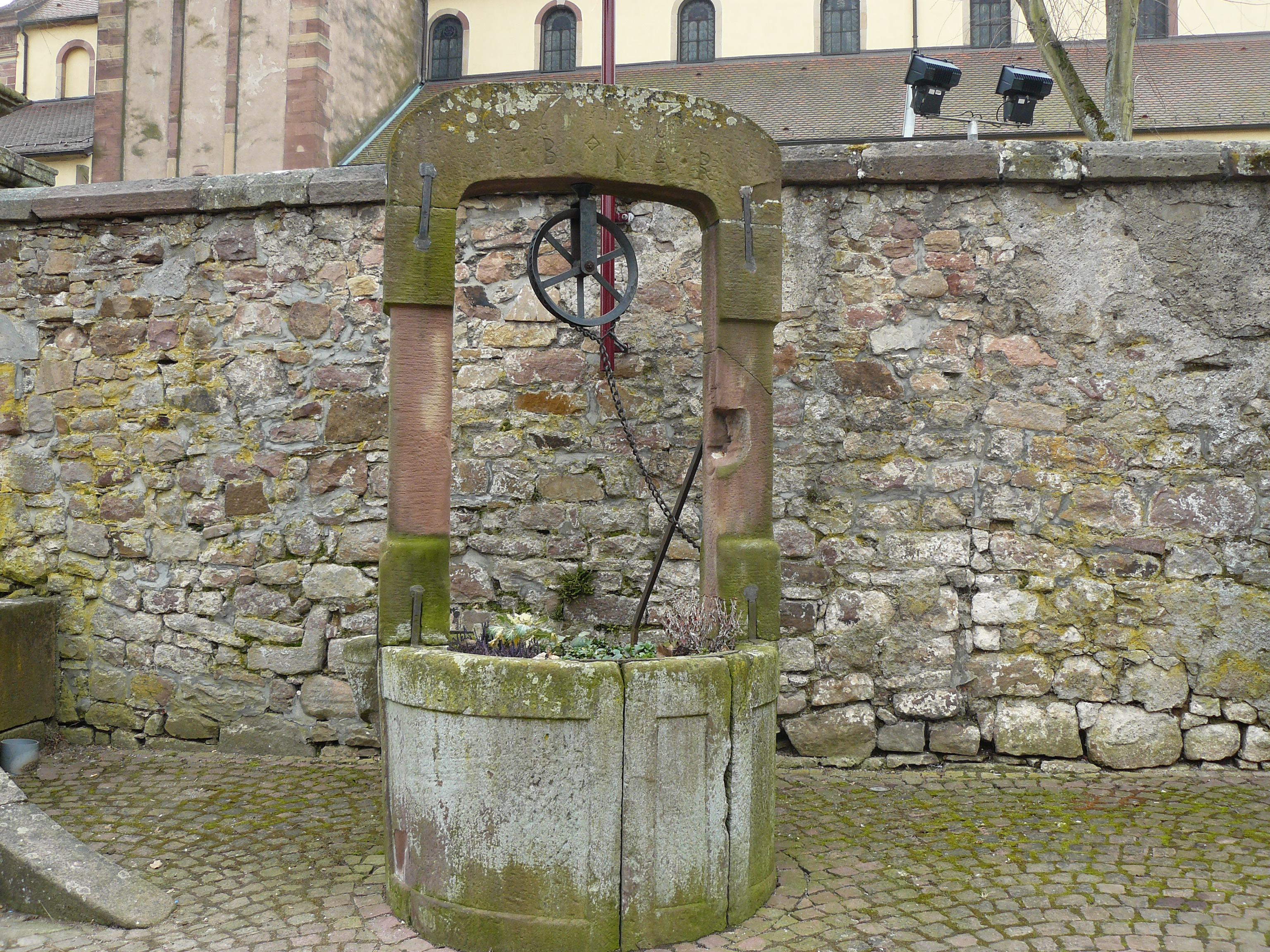
Fontaine du XVIIIe siècle située à côté de l'église.

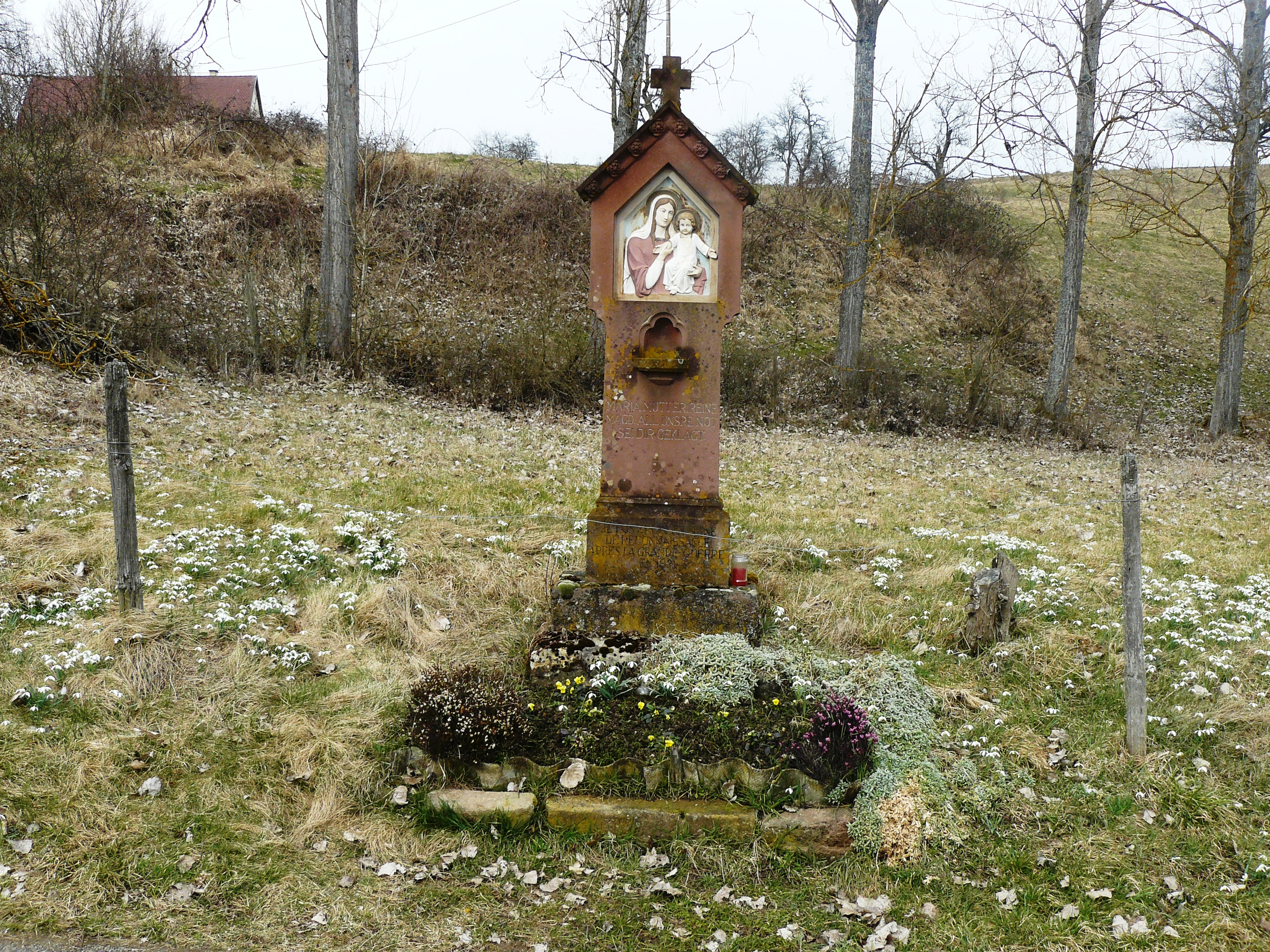
Petit calvaire du hameau de Thannwiller.

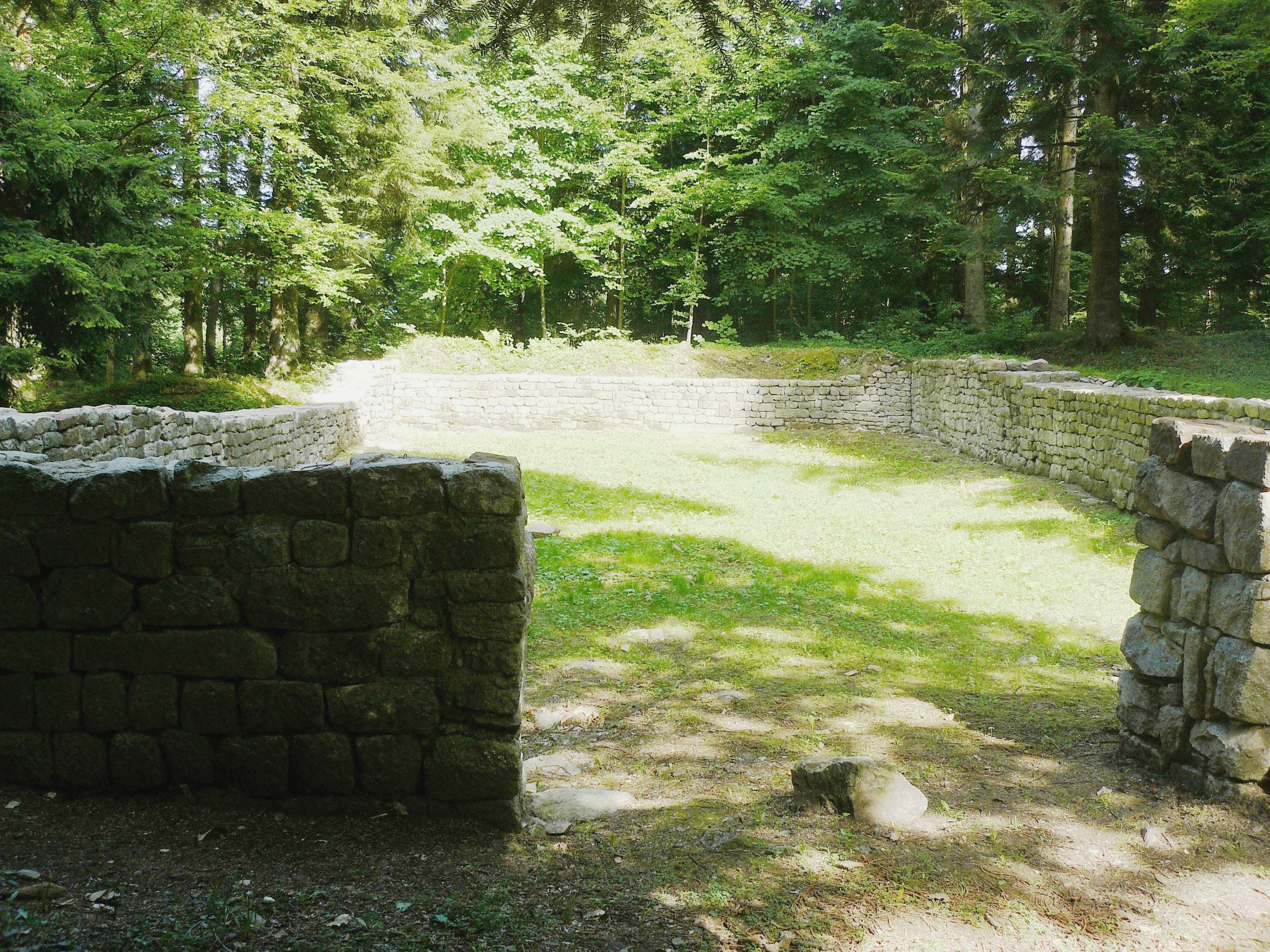
Ruines du couvent de Schwartzenthann à Wintzfelden, hameau de Soultzmatt.

Au Moyen Âge, Soultzmatt appartient au Haut-Mundat des évêques de Strasbourg. Le village est alors le centre de la Talgemeinde, communauté regroupant les localités de la vallée de l'Ohmbach à partir de Westhalten. Un prévôt, secondé par un greffier et quelques conseillers, administre et s'occupe de la justice. En 1481,cette fonction est assurée par Jean Nessel, prévôt de la vallée entre 1489 et 1497. Un autre personnage important à ce poste fut Martin Kriegelstein. On lui doit notamment l'ouvrage "Talbuch" contenant les us et coutumes de la ville de Soultzmatt et constituant encore aujourd'hui une source importante pour les historiens de la région. De nombreuses familles nobles semblent s'être fixées dans le vallon, d'où le nom de Vallis preanobilis, vallée noble. Le dernier représentant de cette famille habitant la vallée semble être Frédéric de Soultzmatt connu dès 1295. Il existait autrefois, à l'emplacement du village une petite agglomération connue sous le nom de Girsperg qui a été entièrement détruite au XVe siècle. Il existait au fond de la vallée le couvent de Schwartzenthann occupée dès 1117 par des chanoinesses de la congrégation Saint-Augustin.La vallée eut beaucoup à souffrir vers 1298, pendant la guerre opposant l'empereur Adolphe de Nassau(1250-1298) et le duc Albert Ier (1255-1308) landgrave de la Haute Alsace, et fils de Rodolphe de Habsbourg. Le village est pillé et incendié par les paysans du Sundgau emmenés par Thiébaut de Ferrette qui se rangera au côté d'Adolphe de Nassau. Soultzmatt est de nouveau pris pour cible par les Routiers anglais en 1375 puis par les Armagnacs en 1444 et par les Navarrais en 1571.

### Laguerre de Trente Ans
Le village subit à nouveau des razzias pendant la guerre des Suédois. En 1640, la misère fut telle, et les décès si nombreux, qu'un exode de la population encore valide vers d'autres contrées amena une diminution importante de ses habitants. En 1676 ce sont les troupes de Turenne de passage et de brandebourgeoises qui semèrent la panique. Les habitants se réfugièrent dans les bois, le curé emportant l'eucharistie et les vases sacrés.

### La Révolution
Les habitants de Soultzmatt poussés par les troubles de la Révolution participent activement à l'agitation révolutionnaire avec à sa tête un certain Joseph Nithard, administrateur des biens des nobles de Landenberg jusqu'en 1790 devenu un révolutionnaire fanatique. Élu maire en 1791, il fut ensuite commissaire auprès de l'administration départementale en 1792. Le 29 avril 1792 la population de Soultzmatt entrainée par Joseph Nithard, assiègera et saccagera le château du baron de Spon (Wassersteltzen). Ce personnage sera ensuite nommé maire de Rouffach, où il mena une dure répression. La Révolution aura une autre conséquence: le petit bourg de Wintzfelden (aujourd'hui un hameau de 500 habitants) est rattaché administrativement à Soultzmatt.

### L'épidémie de choléra
En 1855, une épidémie de choléra endeuillera la commune. Plus de 328 personnes y laisseront la vie. Après la fin de l'épidémie quelques rescapés, avec le concours de la commune, installeront une statue de saint Grégoire[Lequel ?] commémorant cet évènement.

### Première Guerre mondiale
Bien que le village ait été épargné par la guerre, les Allemands installent un camp de prisonniers de guerre pour les Roumains capturés dans leur pays au lieu-dit de la Gauchmatt. Après la guerre un cimetière militaire roumain regroupe 678 victimes, morts à la suite de privations. Le terrain est offert gratuitement par la municipalité à la Roumanie pour y enterrer ses morts. Ce cimetière est inauguré en 1922 en présence du roi Ferdinand de Roumanie et la reine Marie. Cette nécropole est aujourd'hui l'un des plus importants cimetières roumains de France où les officiels roumains de passage en France viennent se recueillir. Au cours de la Première Guerre mondiale la commune a eu à déplorer la mort de 57 personnes originaires de la commune.

### Seconde Guerre mondiale
Le second conflit mondial marqua le départ au Service du travail obligatoire de plusieurs jeunes gens et l'incorporation de force de nombreuses personnes, dont 47 ne reviendront plus. On doit aussi déplorer une victime civile ou des civils expulsés, ou placés en camps de concentration. Soultzmatt est libéré par le 1er R.E.C. (Général Miquel) le 6 février 1945.

### Les châteaux disparus
Il existait sept châteaux forts dont le château du Wagenbourg. Il fut construit dans la première moitié du XVe siècle par la famille noble de Stoer de Storenbourg et servait de défense pour protéger l'entrée de la vallée. Il passa dès le XVIe siècle aux nobles de Breitenlandenberg puis aux nobles de Landenberg. Le château est actuellement une propriété privée viticole. Un autre château, le château dit de Wasserstelz, fief oblat relevant de l'évêque de Strasbourg, était possédé par les nobles de Jestett qui devaient leur nom à un petit castel qui existait près de Soultzmatt,.

### Les eaux de source
Ancien établissement de bains et de cure Nessel.

### Héraldique
| Blason de Soultzmatt | Les armes de Soultzmatt se blasonnent ainsi : « D'or au coq de sable becqué, crêté, barbé et membré de gueules, passant sur un mont de trois coupeaux de sinople. » |

## Politique et administration

### Budget et fiscalité 2014
En 2014, le budget de la commune était constitué ainsi :
- total des produits de fonctionnement : 2 607 000 €, soit 1 095 € par habitant ;
- total des charges de fonctionnement : 2 136 000 €, soit 897 € par habitant ;
- total des ressources d’investissement : 4 345 000 €, soit 1 824 € par habitant ;
- total des emplois d’investissement : 3 665 000 €, soit 1 539 € par habitant.
- endettement : 6 372 000 €, soit 2 675 € par habitant.

Avec les taux de fiscalité suivants :
- taxe d’habitation : 8,92 % ;
- taxe foncière sur les propriétés bâties : 8,59 % ;
- taxe foncière sur les propriétés non bâties : 51,91 % ;
- taxe additionnelle à la taxe foncière sur les propriétés non bâties : 0,00 % ;
- cotisation foncière des entreprises : 0,00 %.

## Démographie
L'évolution du nombre d'habitants est connue à travers les recensements de la population effectués dans la commune depuis 1793. Pour les communes de moins de 10 000 habitants, une enquête de recensement portant sur toute la population est réalisée tous les cinq ans, les populations de référence des années intermédiaires étant quant à elles estimées par interpolation ou extrapolation. Pour la commune, le premier recensement exhaustif entrant dans le cadre du nouveau dispositif a été réalisé en 2004.

En 2022, la commune comptait 2 466 habitants, en évolution de +1,86 % par rapport à 2016 (Haut-Rhin : +0,66 %, France hors Mayotte : +2,11 %).
| 1793  | 1800  | 1806  | 1821  | 1831  | 1836  | 1841  | 1846  | 1851  |
| ----- | ----- | ----- | ----- | ----- | ----- | ----- | ----- | ----- |
| 2 200 | 2 088 | 2 486 | 2 682 | 3 139 | 3 045 | 2 807 | 2 892 | 2 957 |

| 1856  | 1861  | 1866  | 1871  | 1875  | 1880  | 1885  | 1890  | 1895  |
| ----- | ----- | ----- | ----- | ----- | ----- | ----- | ----- | ----- |
| 2 537 | 2 718 | 2 698 | 2 798 | 2 716 | 2 856 | 2 807 | 2 680 | 2 589 |

| 1900  | 1905  | 1910  | 1921  | 1926  | 1931  | 1936  | 1946  | 1954  |
| ----- | ----- | ----- | ----- | ----- | ----- | ----- | ----- | ----- |
| 2 619 | 2 542 | 2 533 | 2 409 | 2 335 | 2 281 | 2 071 | 2 082 | 2 026 |

| 1962  | 1968  | 1975  | 1982  | 1990  | 1999  | 2004  | 2006  | 2009  |
| ----- | ----- | ----- | ----- | ----- | ----- | ----- | ----- | ----- |
| 2 124 | 2 057 | 2 040 | 1 924 | 1 997 | 2 138 | 2 172 | 2 228 | 2 278 |

| 2014  | 2019  | 2022  | - | - | - | - | - | - |
| ----- | ----- | ----- | - | - | - | - | - | - |
| 2 372 | 2 392 | 2 466 | - | - | - | - | - | - |

## Lieux et monuments

### Église Saint-Sébastien
L'église remonte au XIIe siècle, à l'époque où les terres de cette vallée faisaient partie du Haut Mundat appartenant aux évêques de Strasbourg et dépendant spirituellement de la collégiale de Lautenbach. Érigé vers 1130, le clocher est un bel exemple de l'art roman. L'église fut placée sous le patronage de saint Sébastien à partir de 1309. Saint Sébastien est un militaire romain converti au christianisme et mort en martyr sous l'empereur Dioclétien. On l'invoque contre la peste et les épidémies,,,.

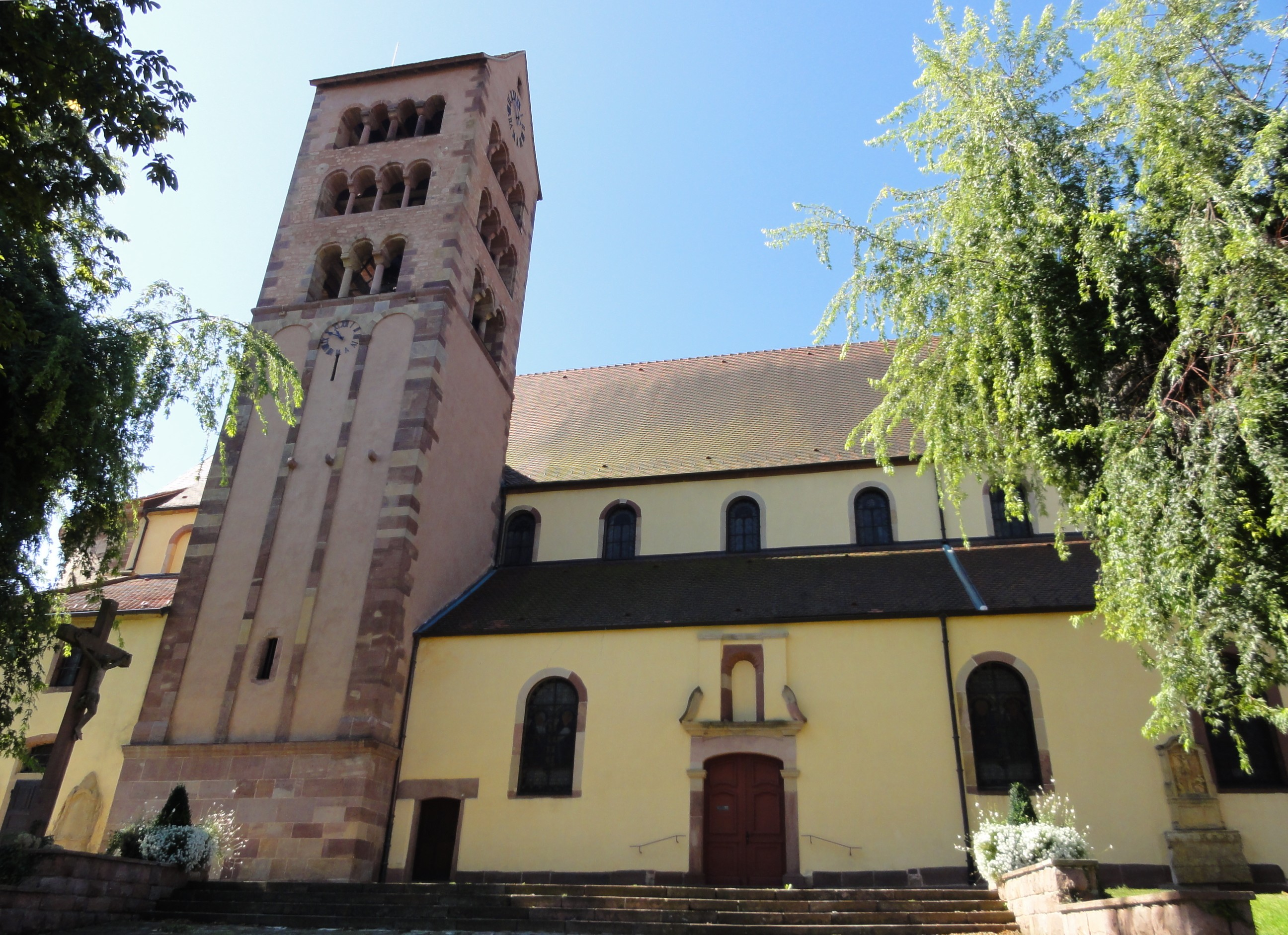
Église Saint-Sébastien.
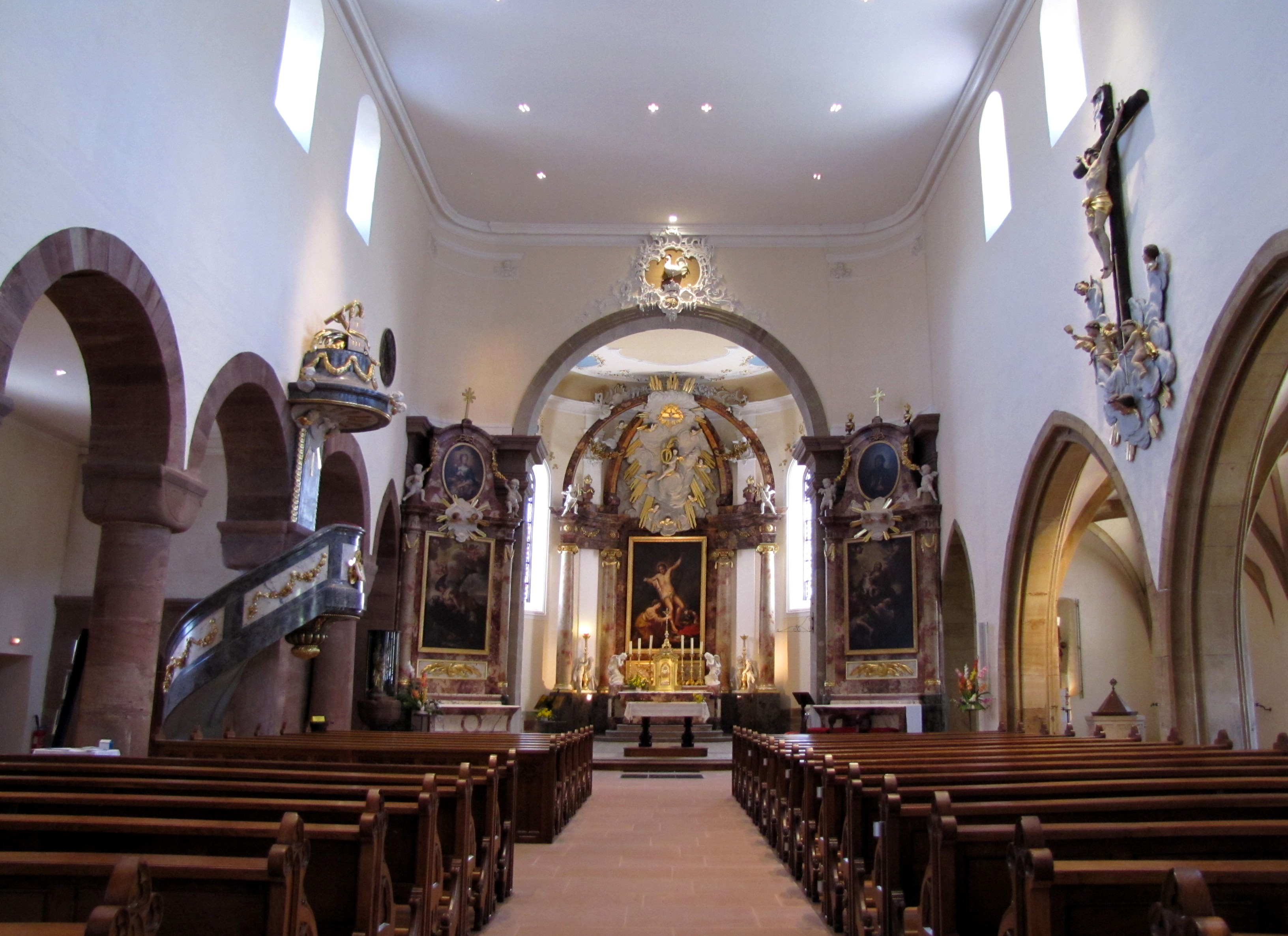
Vue intérieure de la nef vers le chœur.
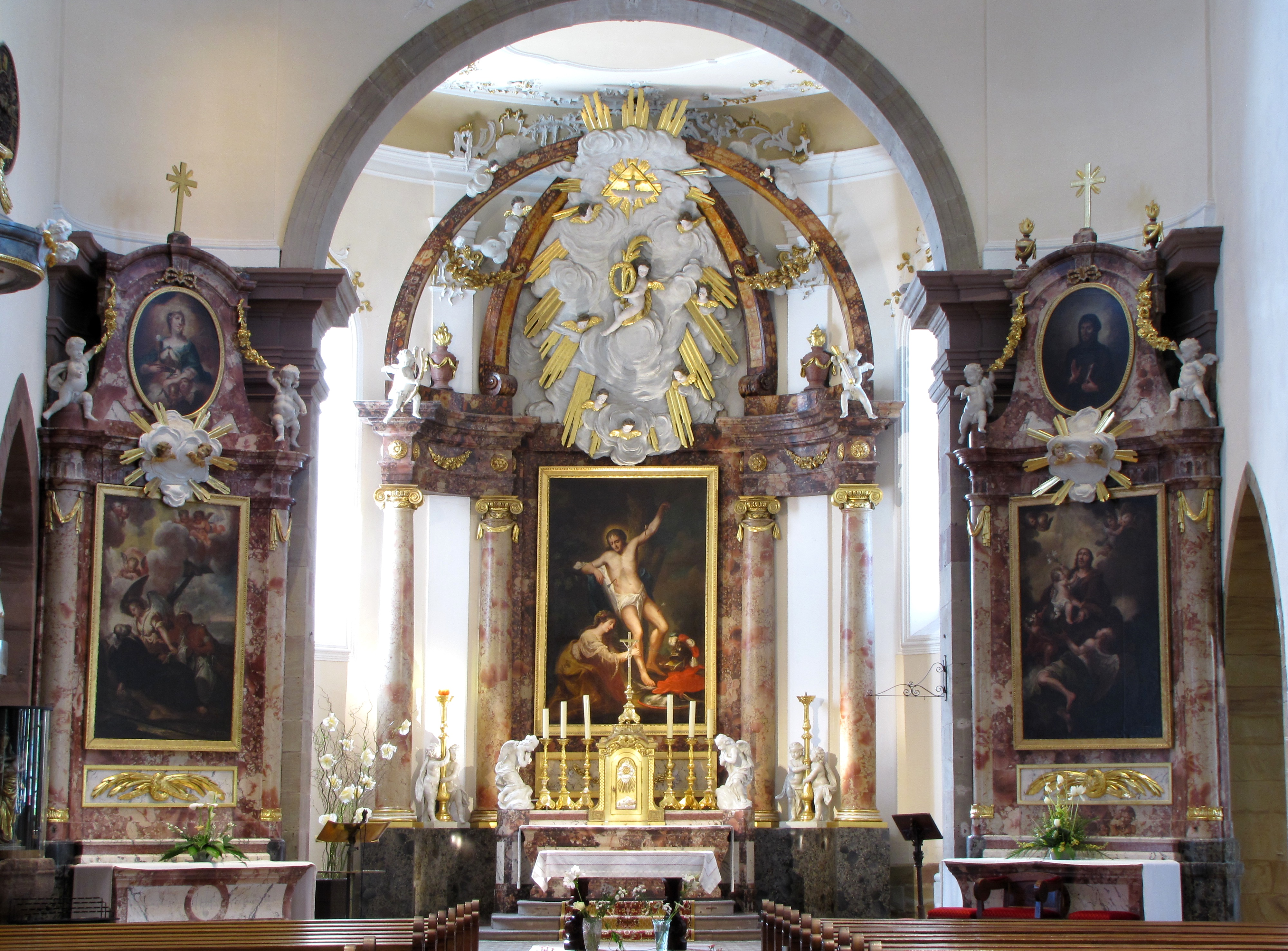
Vue sur les autels secondaires et le maître-autel (XVIIIe).
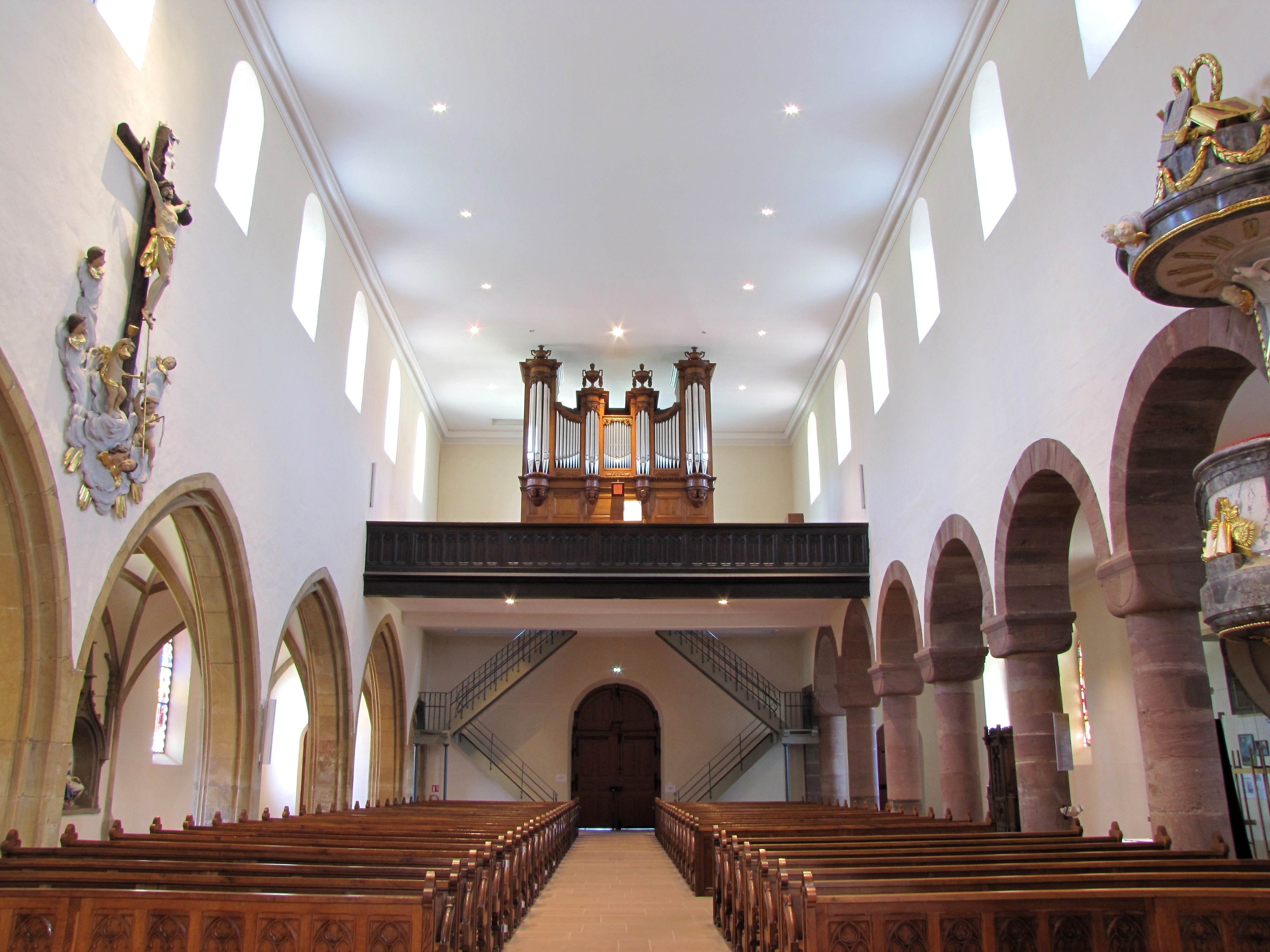
Vue de la nef vers la tribune d'orgue.
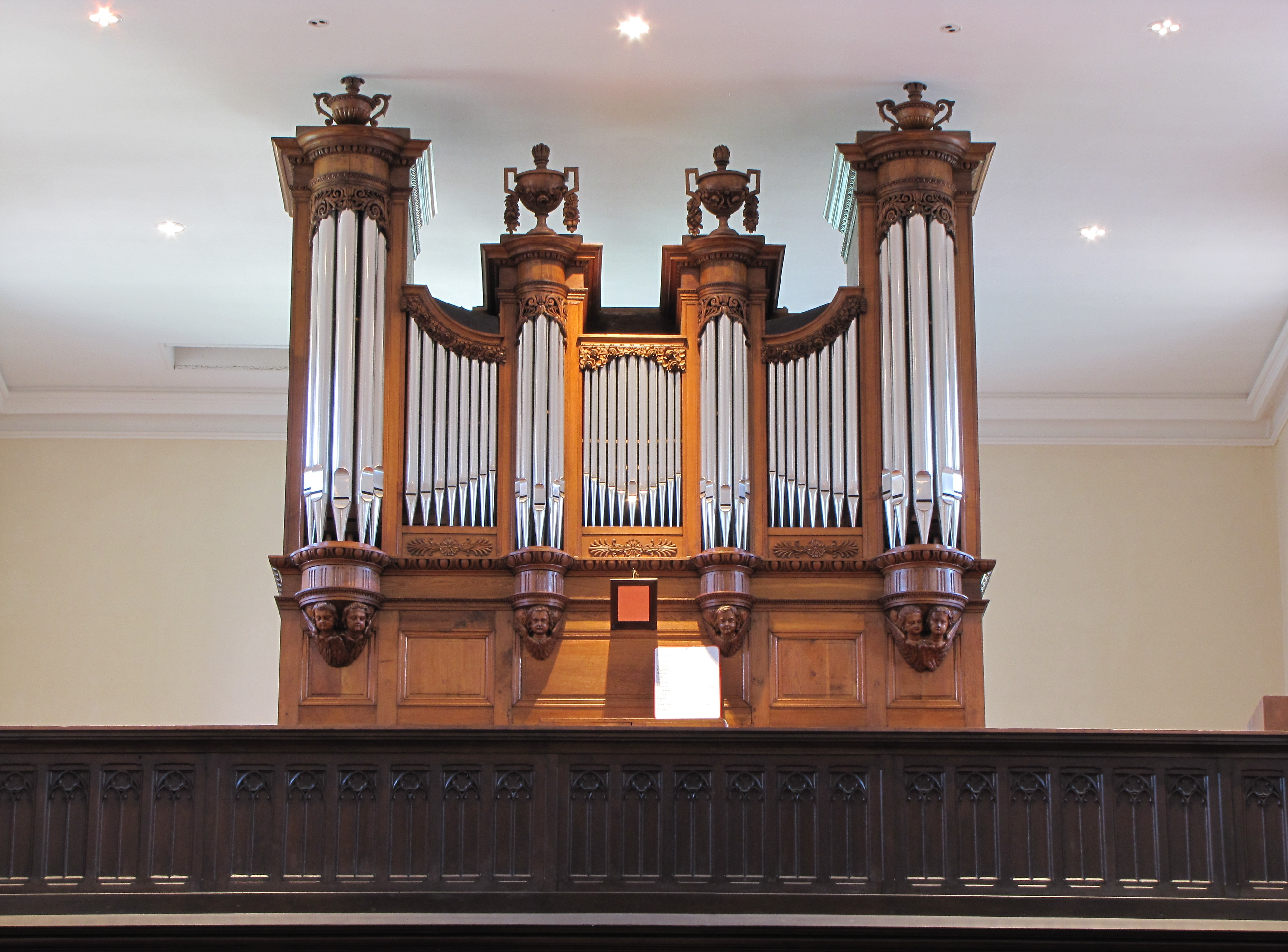
Orgue Callinet (1837).
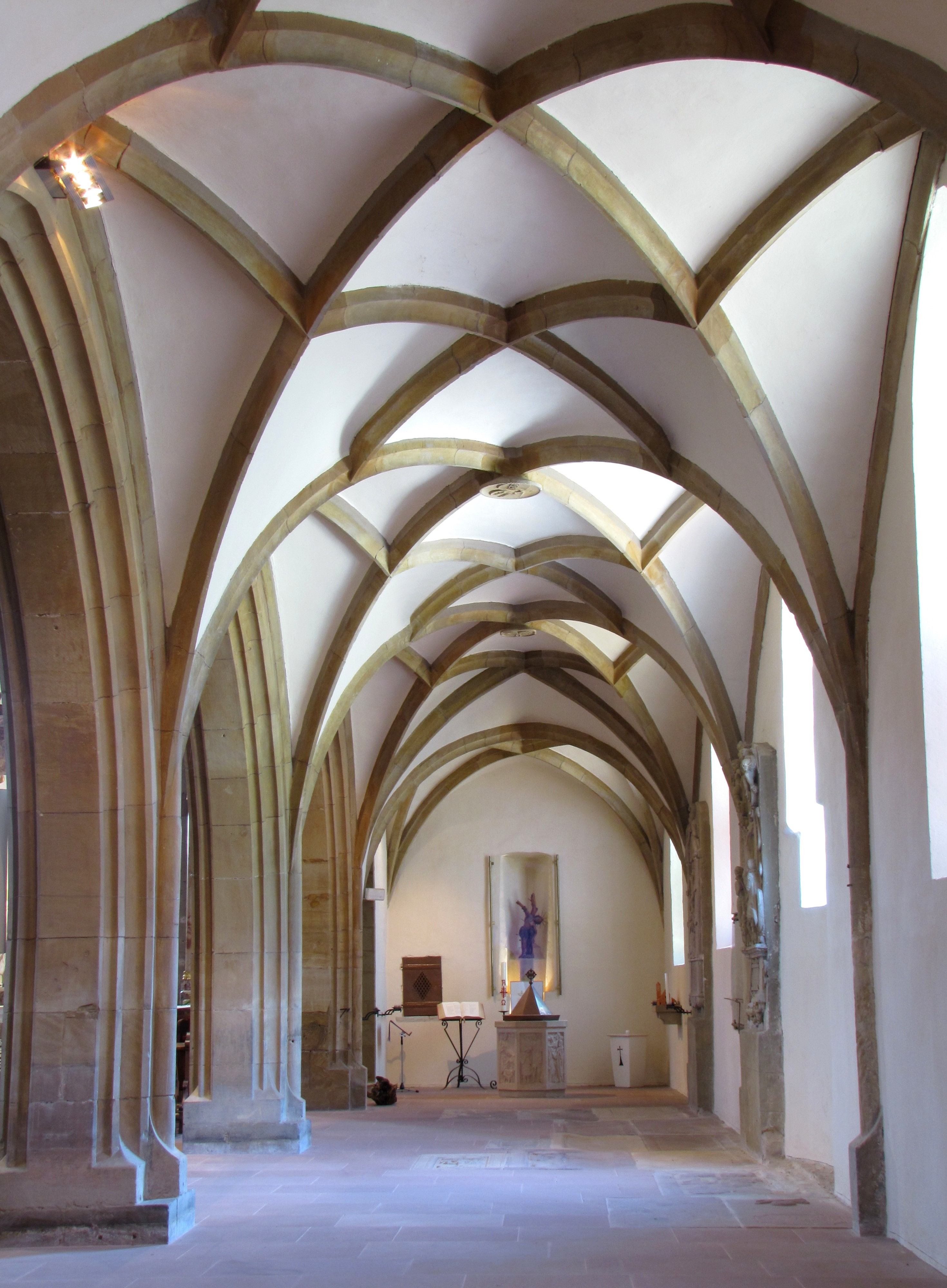
Voûtes gothique flamboyant, bas-côté sud (XVe).

### Chapelle Saint-Nicolas
Située au milieu d'une forêt, la chapelle fut construite pour éviter aux habitants logés dans les écarts de se déplacer jusqu'au village. Mentionnée dès 1394, cette chapelle a depuis été restaurée et se trouve sur un ancien emplacement d'une chapelle dédiée à Saint-Nicolas. L'édifice conserve encore de nos jours deux anciens autels, l'un consacré à saint Jacques[Lequel ?], l'autre à sainte Catherine[Laquelle ?].

### Chapelle Notre Dame-Auxiliatrice
Cette petite chapelle construite à l'initiative du conseil de fabrique de Wintzfelden se trouve rue du Ritzenthal. C'est la famille Hunold qui exploitait une ferme qui a offert les terrains. Les habitants de Soultzmatt ont participé au financement et aux travaux. Vers les années 1950, au moment des rogations, une procession partait de l'endroit pour se rendre jusqu'à l'église Sainte-Odile et à la chapelle Notre-Dame-Auxiliatrice.

### Chapelle du Val du Pâtre (Schaeferthal)
Chapelle de style gothique se trouvant sur un méplat[Quoi ?] de la Gauchmatt, sur les hauteurs boisées à l'ouest de la commune sur la route reliant Wintzfelden (hameau) et Orschwihr. La clairière aménagée près de la Gauchmatt semble déjà connu à l'époque des Mérovingiens. Selon la tradition la chapelle est mentionnée dès le XIIIe siècle à l'emplacement d'un ancien ermitage. Ce lieu historique est connu dès 1339, lorsque les Laubgassen originaire de Suntheim, village aujourd'hui disparu en furent propriétaire. Cette famille noble reçu en sous fief le Schaeferthal des Sires de Ribeaupierre.
La chapelle dédiée à la Sainte Vierge devient alors un lieu de pèlerinage fort fréquenté qui est restaurée au XVIe siècle. D'autres travaux furent réalisés en 1511, puis à nouveau dès 1745.Pour les travaux on a utilisé les pierres provenant du couvent Augustin de Schwartzenthann construit en 1117 et en ruine depuis 1543. La chapelle dispose d'un clocheton à bulbe qui est caractéristique du baroque allemand. Les vitraux du XIXe siècle sont l'œuvre d'un maître verrier, Weckerlin,,.

### Chemin de croix
À côté de la chapelle du Val du Pâtre se trouve un ancien de chemin de croix, sur le chemin reliant Soultzmatt au Schaeferthal. L'origine de ce chemin de croix remonte à 1778 et fut érigé par de pieux bourgeois-vignerons de Soultzmatt pour demander à la Vierge Marie de préserver les récoltes. Ce chemin de croix comporte quinze stations dont la dernière relate l'invention de la croix par Sainte Hélène, la mère de l'empereur Constantin. Cette croix fut offerte par une dame noble de Wassersteltzen.

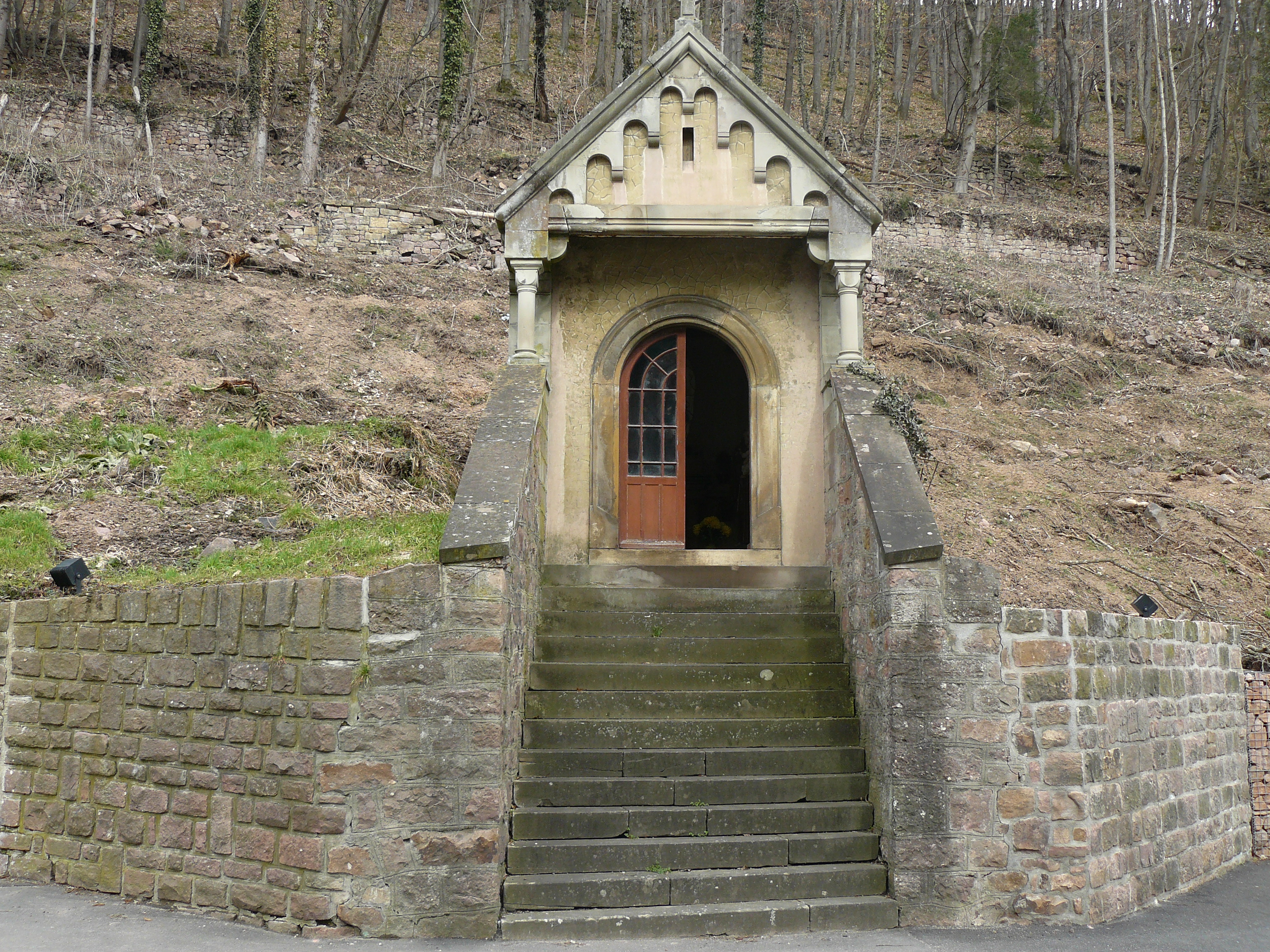
Oratoire de la Vierge se trouvant près des sources de Soultzmatt[42].
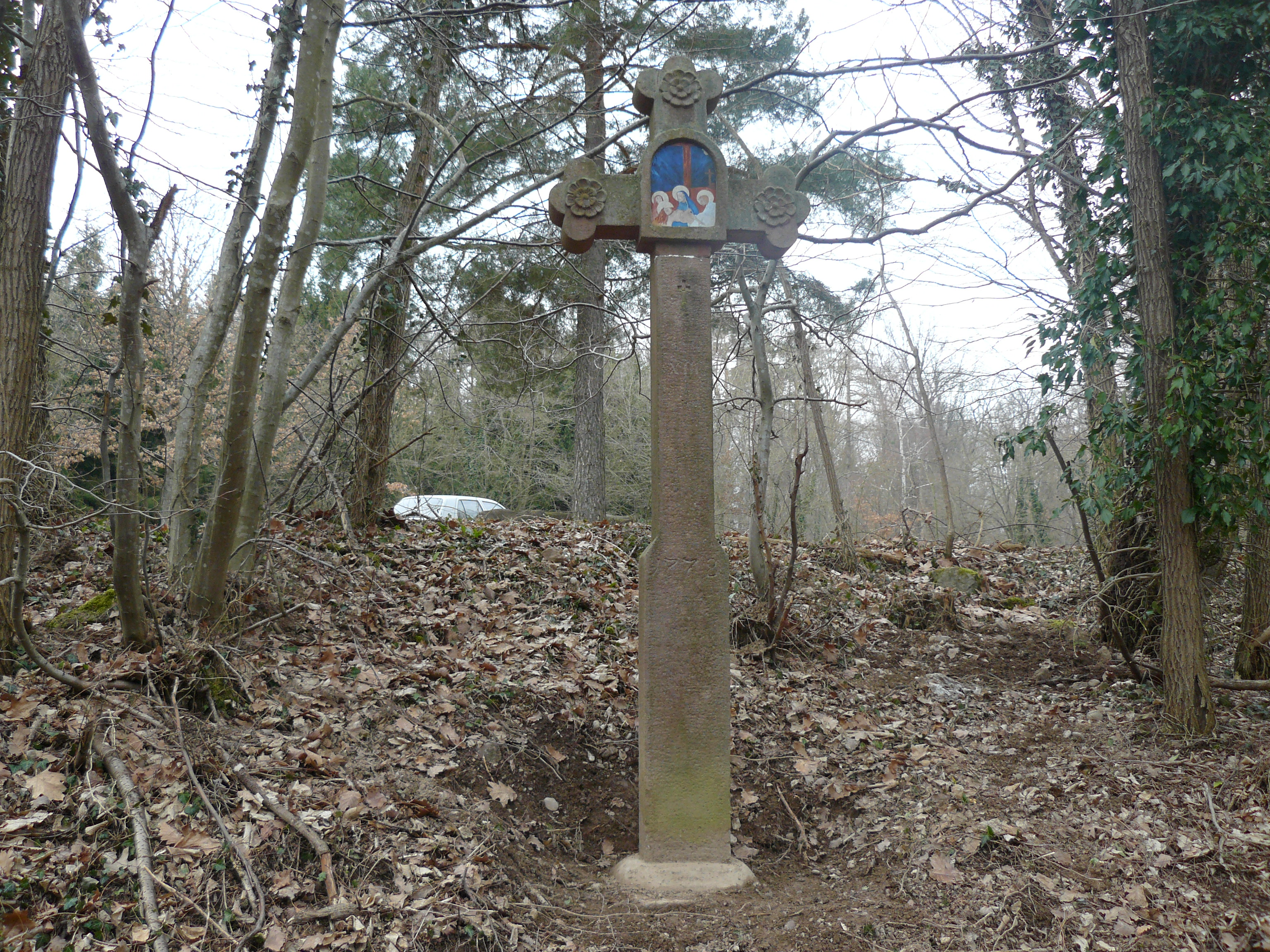
Chemin de croix (1778) du Schaeferthal.
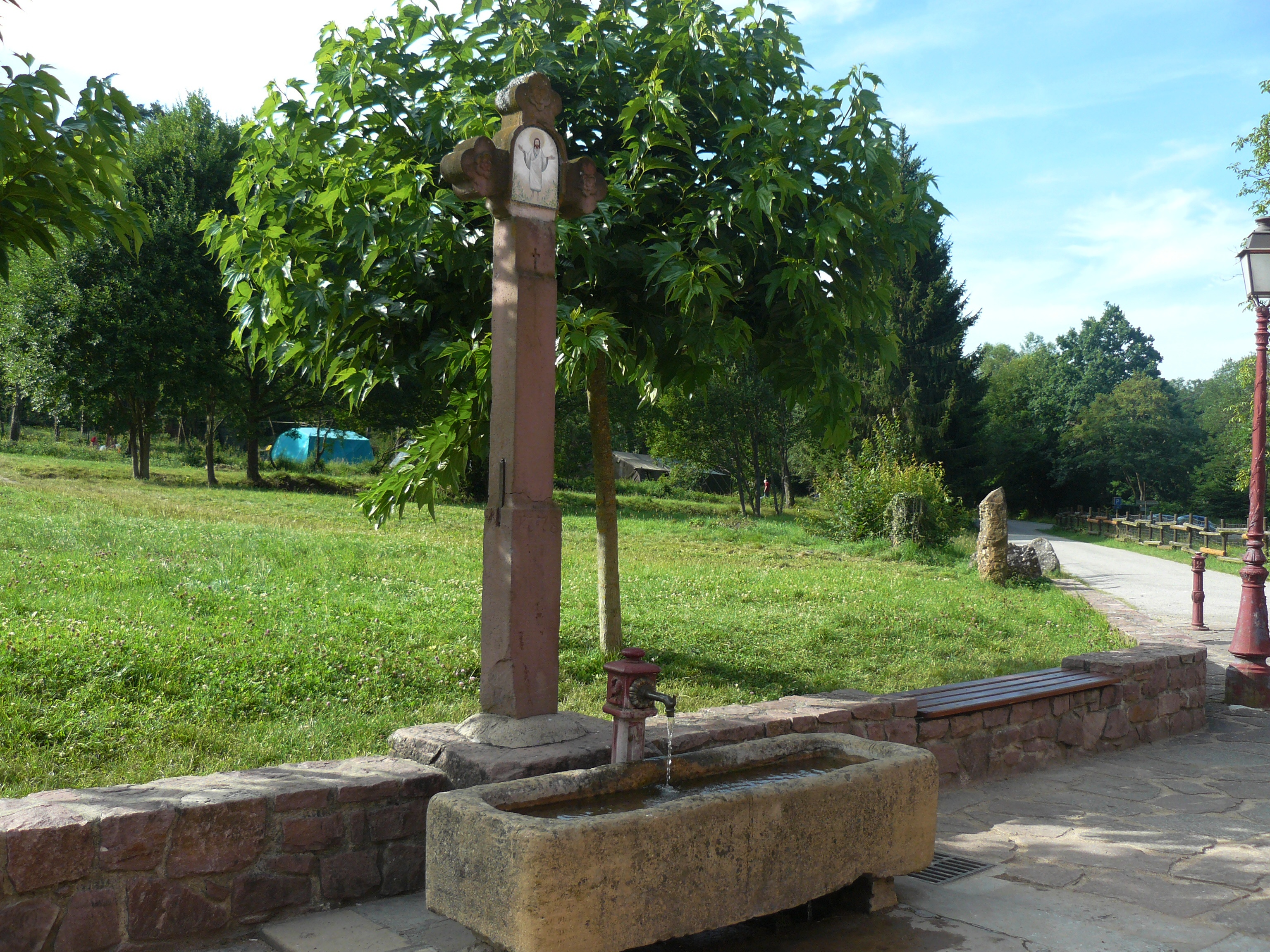
Fontaine du Val du Pâtre.
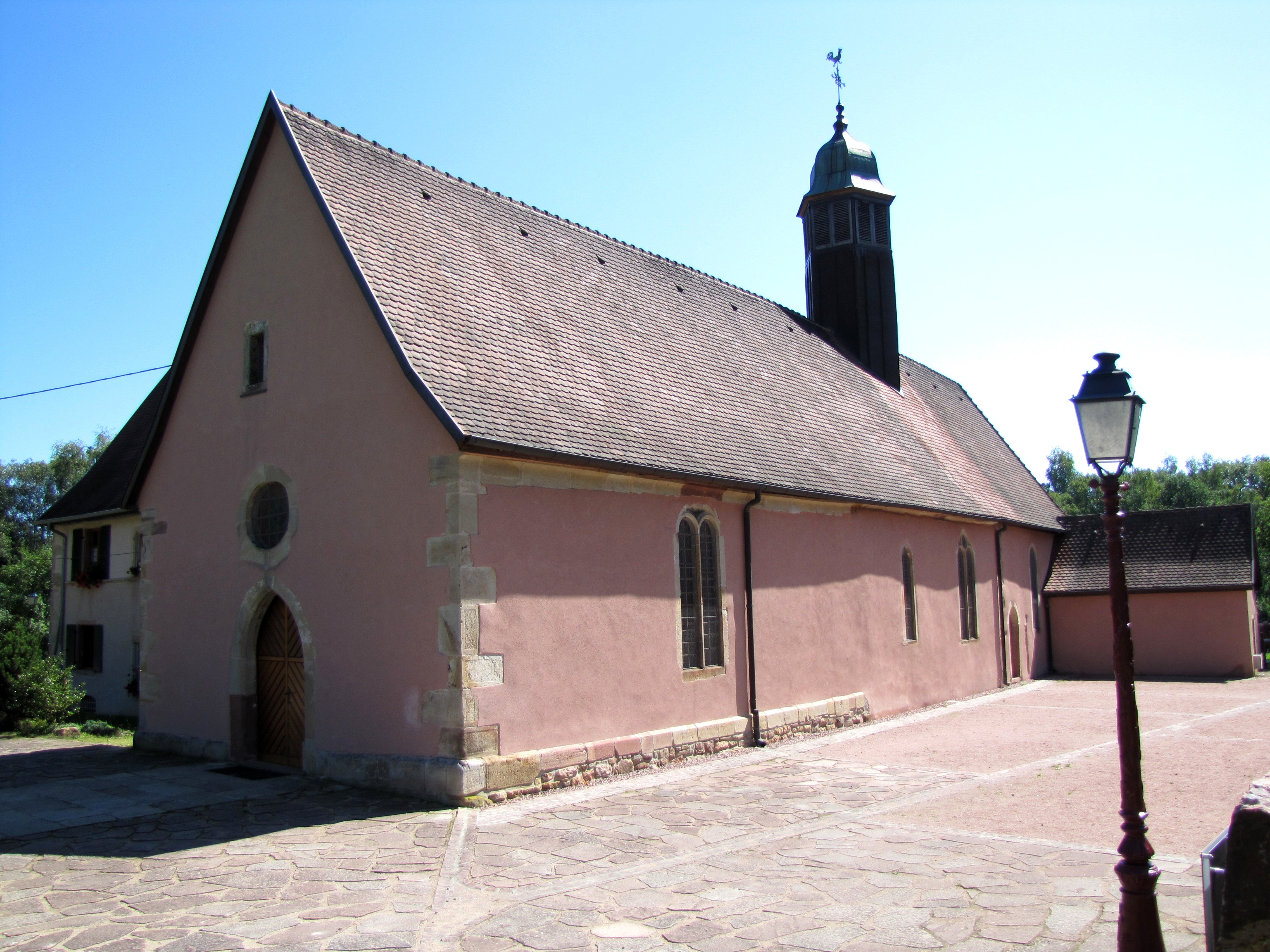
Chapelle Sainte-Marie dite chapelle du Schaefertal ou Val du Pâtre.
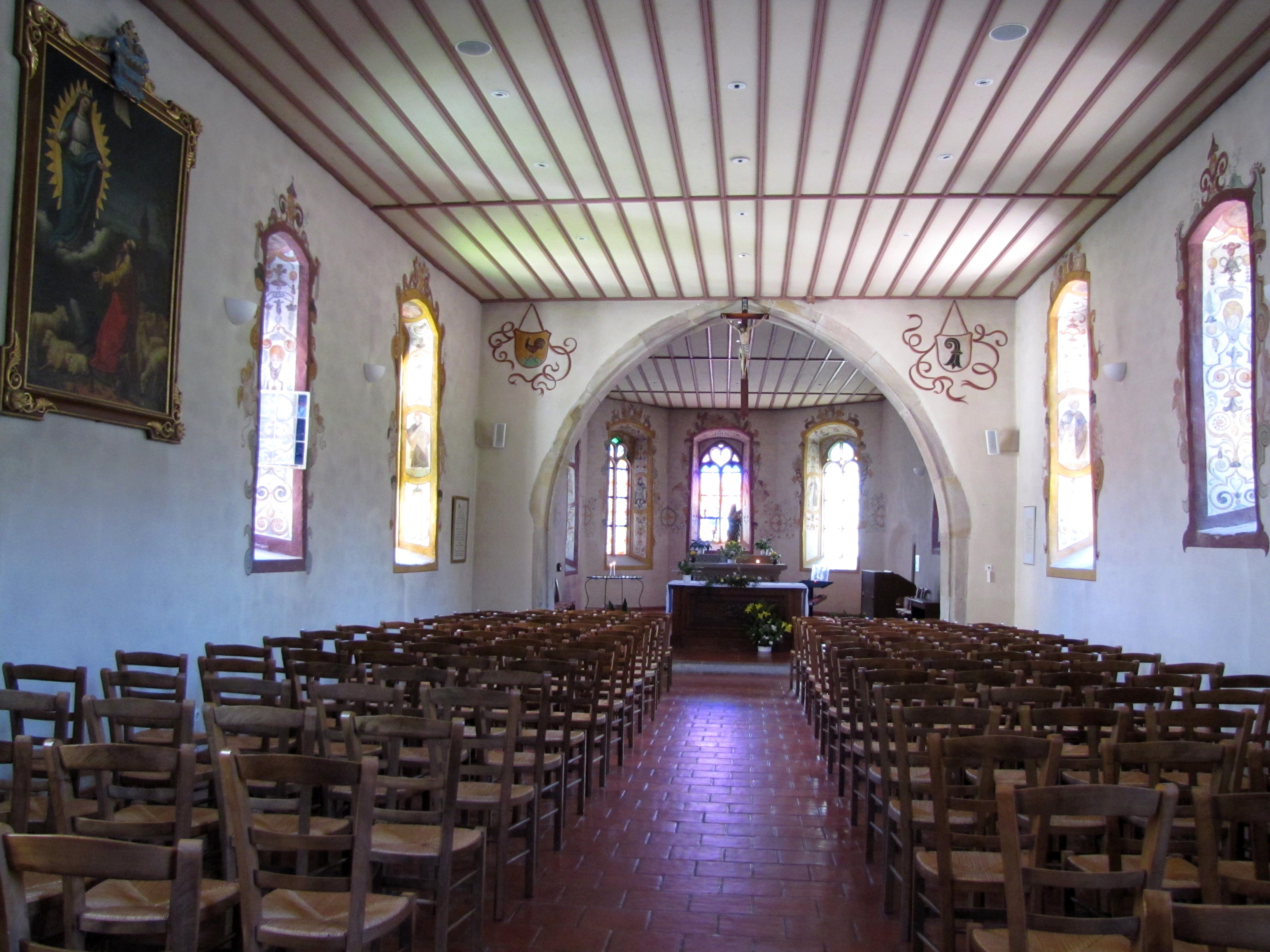
Intérieur de la chapelle.
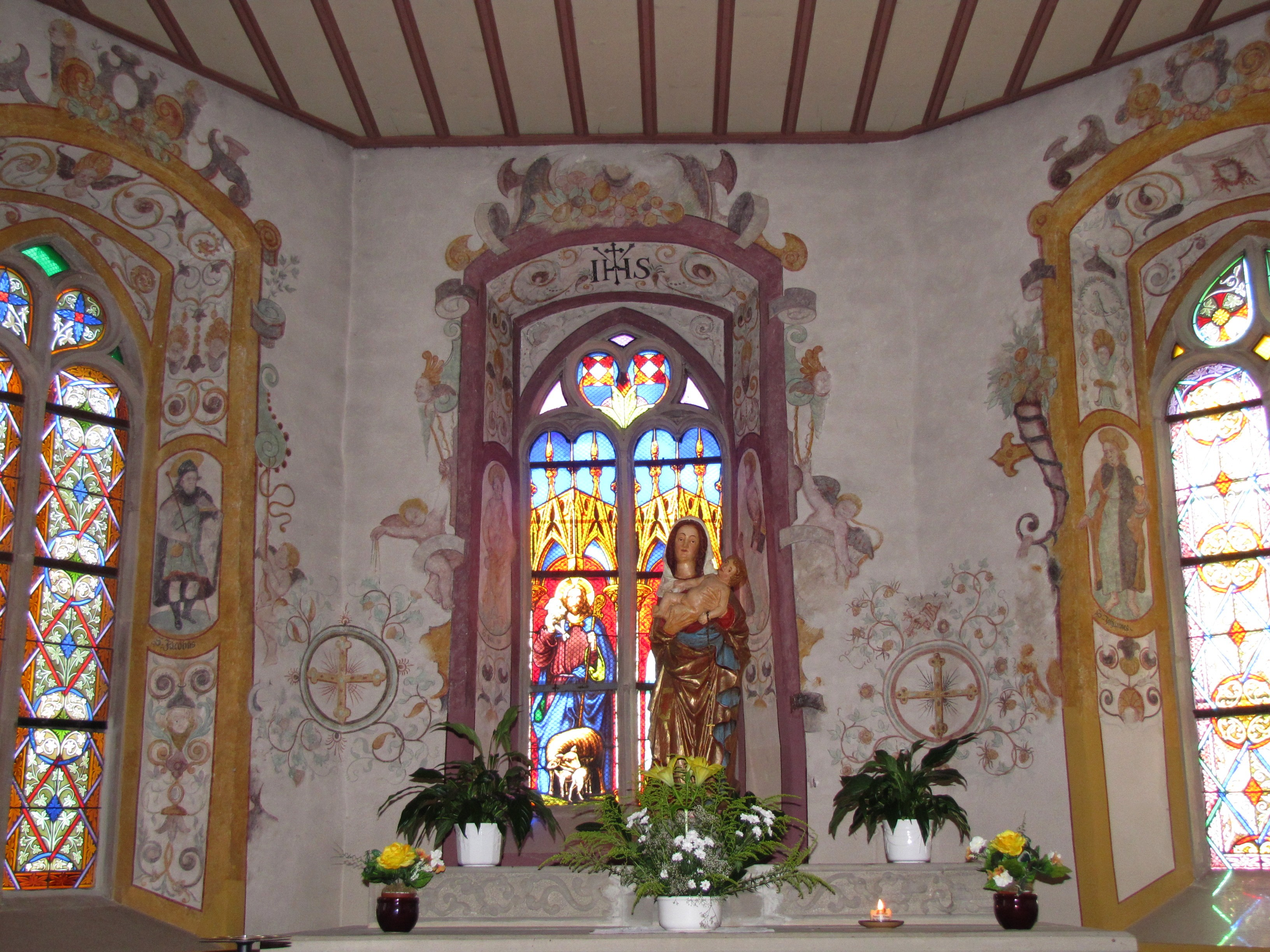
Fresques de la chapelle.

### Ruines du couvent du Schwartzenthann
Voir la commune de Wintzfelden.

### Statue de Saint-Grégoire

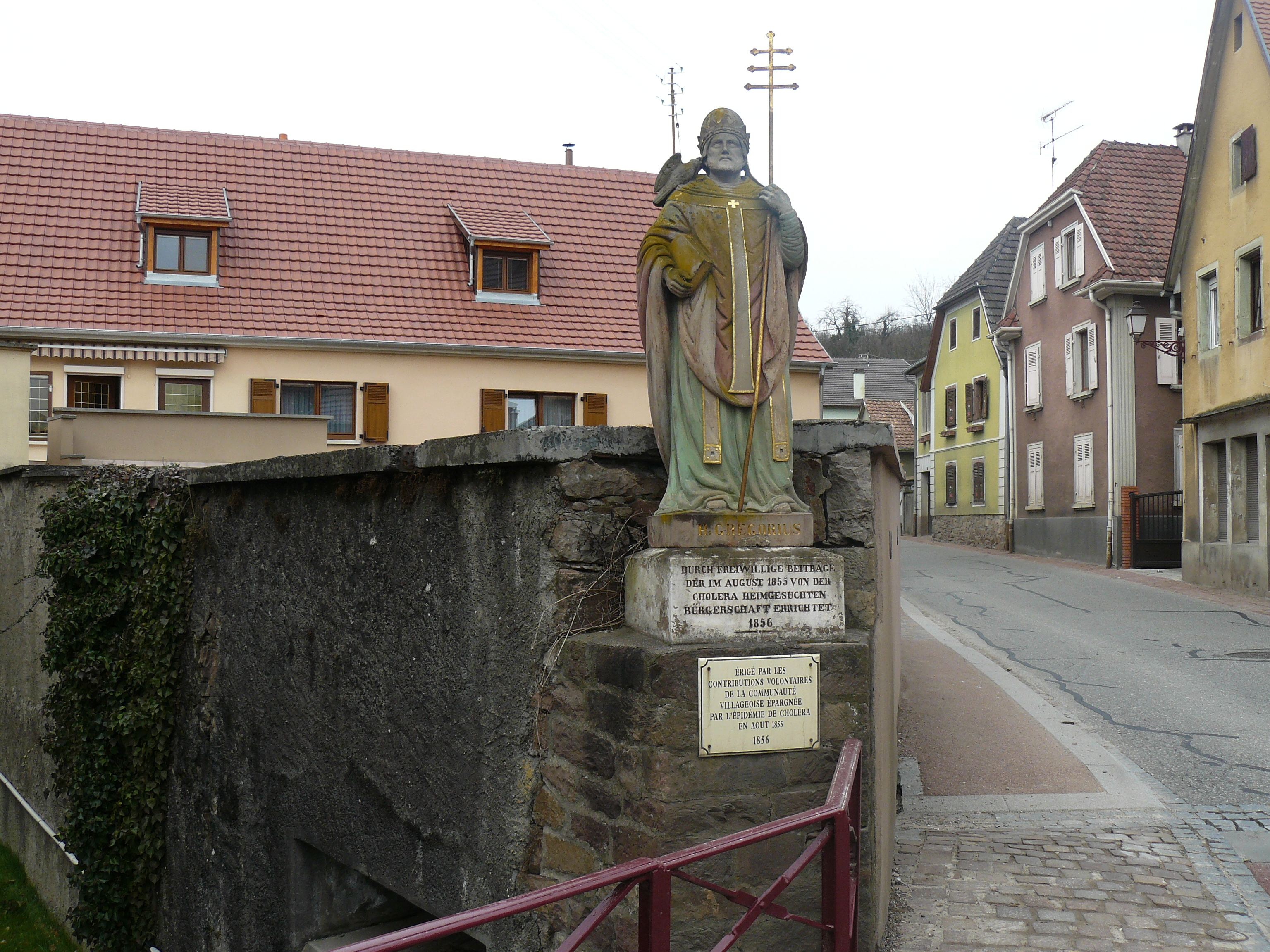
Statue de saint Grégoire (1857).

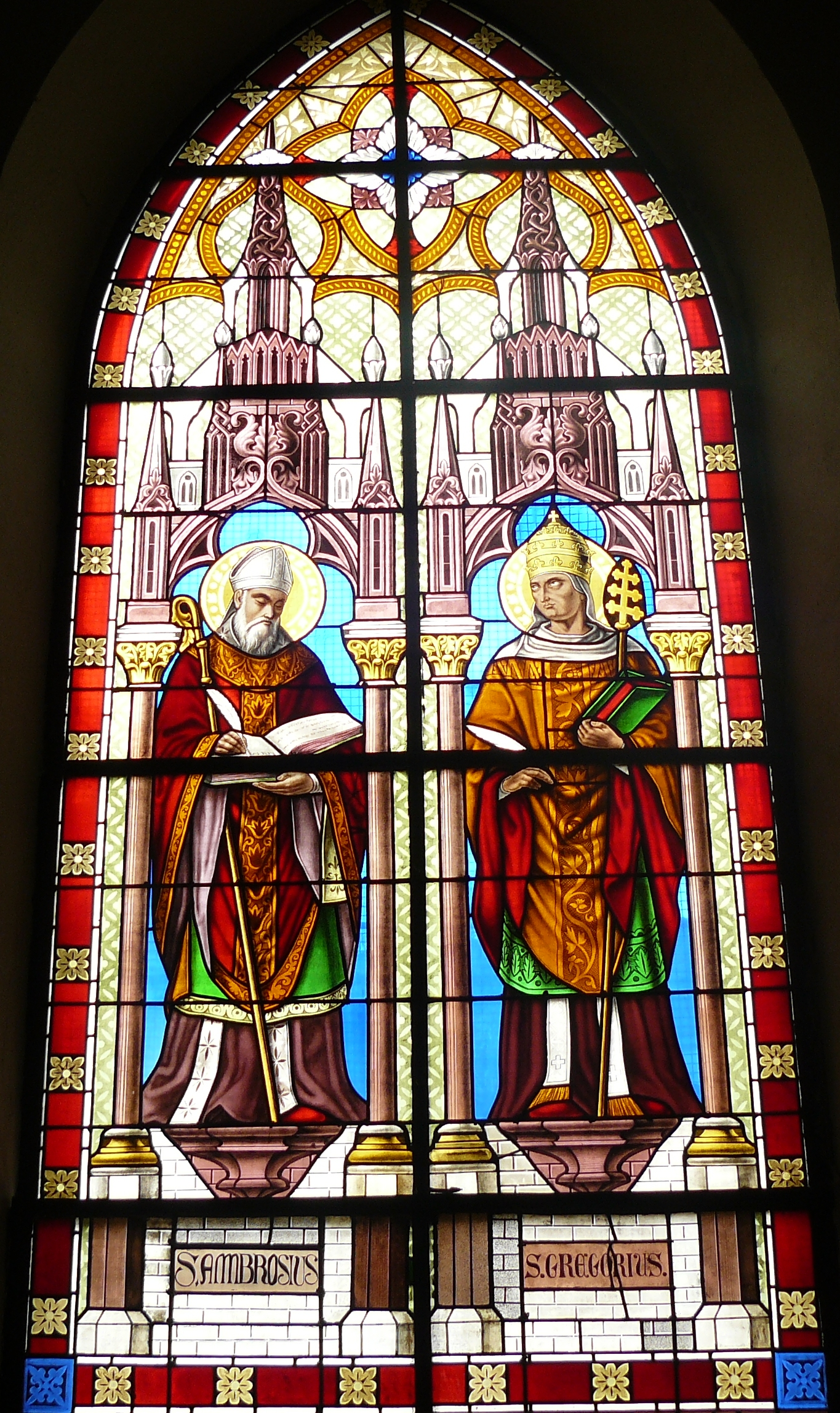
Vitrail de l'église Saint Sébastien représentant saint Ambroise et saint Grégoire.

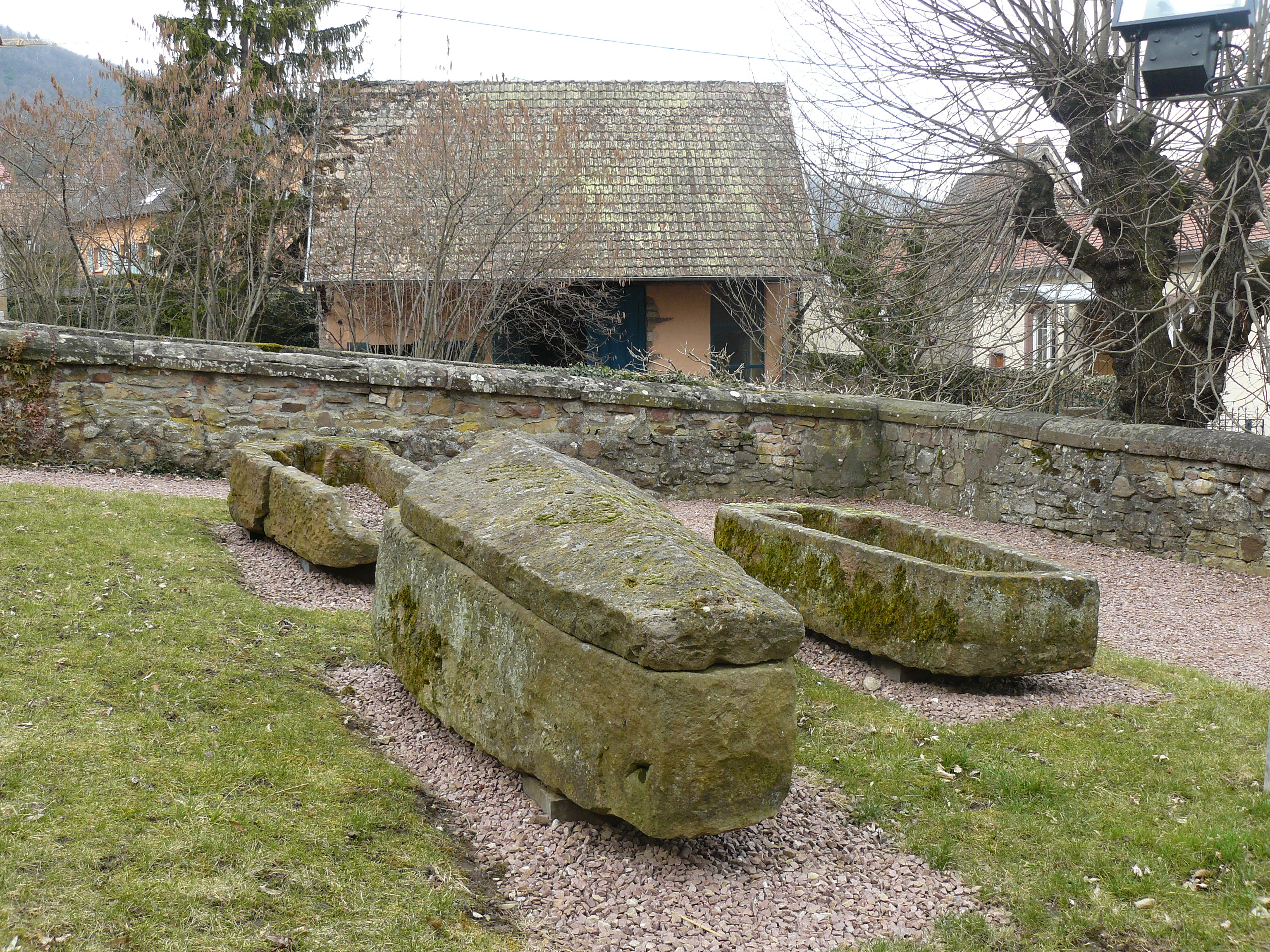
Sarcophages se trouvant autour de l'église.

Une épouvantable épidémie de choléra frappa le village entre juillet et septembre 1855. Alors qu'en moyenne le nombre de décès excédait rarement plus de 60 par an, le choléra avait touché plus de 800 personnes, causant 299 décès. Les rescapés, pour remercier le ciel de les avoir protégés, érigèrent une statue en l'honneur de Saint Grégoire[Lequel ?]. Selon une ancienne légende, le choléra a été stoppé à l'endroit où fut érigé cette statue, c'est-à-dire entre les rues de la Vallée et la rue du Dr Kubler. Le haut du village et Wintzfelden ne furent pas épargnés et on déplora dans ces endroits des décès dû au choléra. Grégoire le Grand (540-604) ou Grégoire Ier est célèbre pour avoir mis un terme à la propagation du choléra qui sévissait à Rome au VIe siècle.

### Sarcophages
L'ancien cimetière chrétien entourant l'église, devenu trop petit, fut abandonné après la grande épidémie de choléra en 1855. Des fouilles ont permis de découvrir plusieurs sarcophages très anciens et d'époques différentes. Leurs caractéristiques donnent à penser qu'il s'agit de tombes chrétiennes, dont certaines sont postérieures à l'époque mérovingienne et antérieures à la grande époque romane (entre le VIIIe et le XIe siècle). On peut découvrir les anciens monuments funéraires autour de l'église. Devant le porche de l'église, une coquille de saint Jacques matérialise au sol le passage de Saint-Jacques-de-Compostelle.

### Menhir du Langenstein

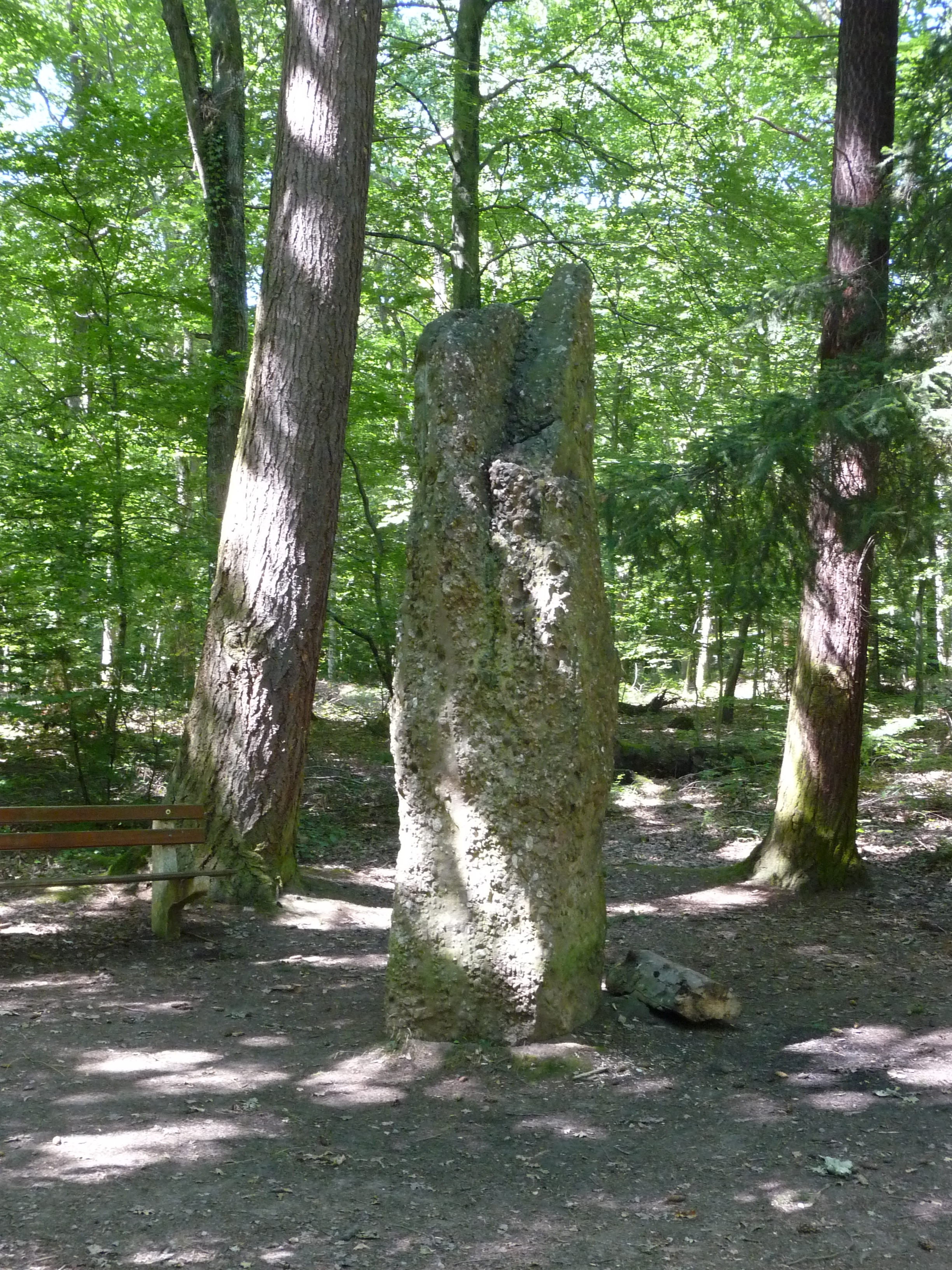
Menhir du Langenstein.

Le menhir du Langenstein est un monolithe en grès rose extrêmement caillouteux (poudingue) qui se dresse dans un sentier boisé, non loin du cimetière roumain de la Gauchmatt, au lieu-dit Grosser Pfingtsberg. Il fut érigé à cet endroit en 1906 par l'industriel Kessler de Soultzmatt, également archéologue passionné. Propriété de la commune, il a été classé Monument Historique le 18 juillet 1938.
Le menhir mesure 3,75 mètres, et possède une base presque carrée. Il semblerait être placé dans l'alignement de l'Appenthal.
Une légende raconte que durant les nuits de pleine lune, les fées ou des Dames blanches, viennent danser autour du "Langenstein". Durant cette cérémonie, la pierre se mettrait à tourner sur elle-même.

### Mairie (1912)
La mairie actuelle a été construite entre 1912 et 1913 au cours du mandat de Charles Héberlé. Le bâtiment fut inauguré en 1913 et se trouve au milieu du village dont on aperçoit sans peine son édifice. On distingue sur sa façade, deux angelots représentant les secteurs économiques de la vallée: roue et grappe de raisin. Au-dessus de la porte principale de la mairie on remarque le coq, emblème héraldique de la commune à partir du XVe siècle.

### Fontaine de la Vierge (XVIIesiècle

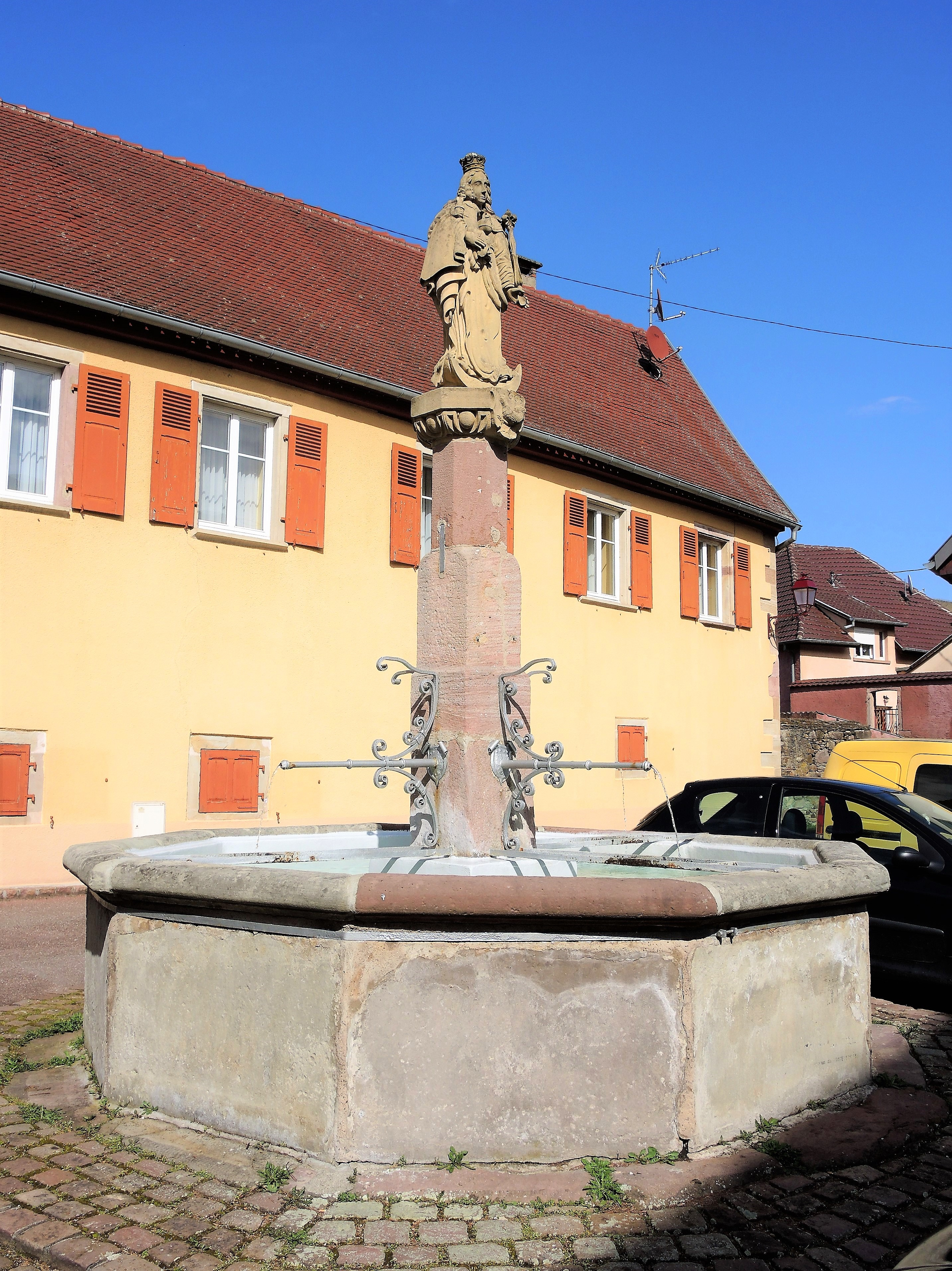
Fontaine de la Vierge

La fontaine de la Vierge de 1663.

### Château de Wagenbourg (25 rue de la vallée)
Construit vers 1506 par la famille noble des Stoer de Storenbourg, cet édifice est racheté au milieu du XVIe siècle par Jacob Koerner de Soultzmatt. Puis c'est sa fille, qui fait passer le château en dot à la famille Breitenlandenberg. On y rajoute au XVIIIe siècle une aile au sud-ouest de l'édifice. Après la Révolution, le château change plusieurs fois de mains, puis est finalement acheté par une famille de viticulteurs en 1905. Le château a une structure carrée et était à l'origine entouré d'un fossé,.

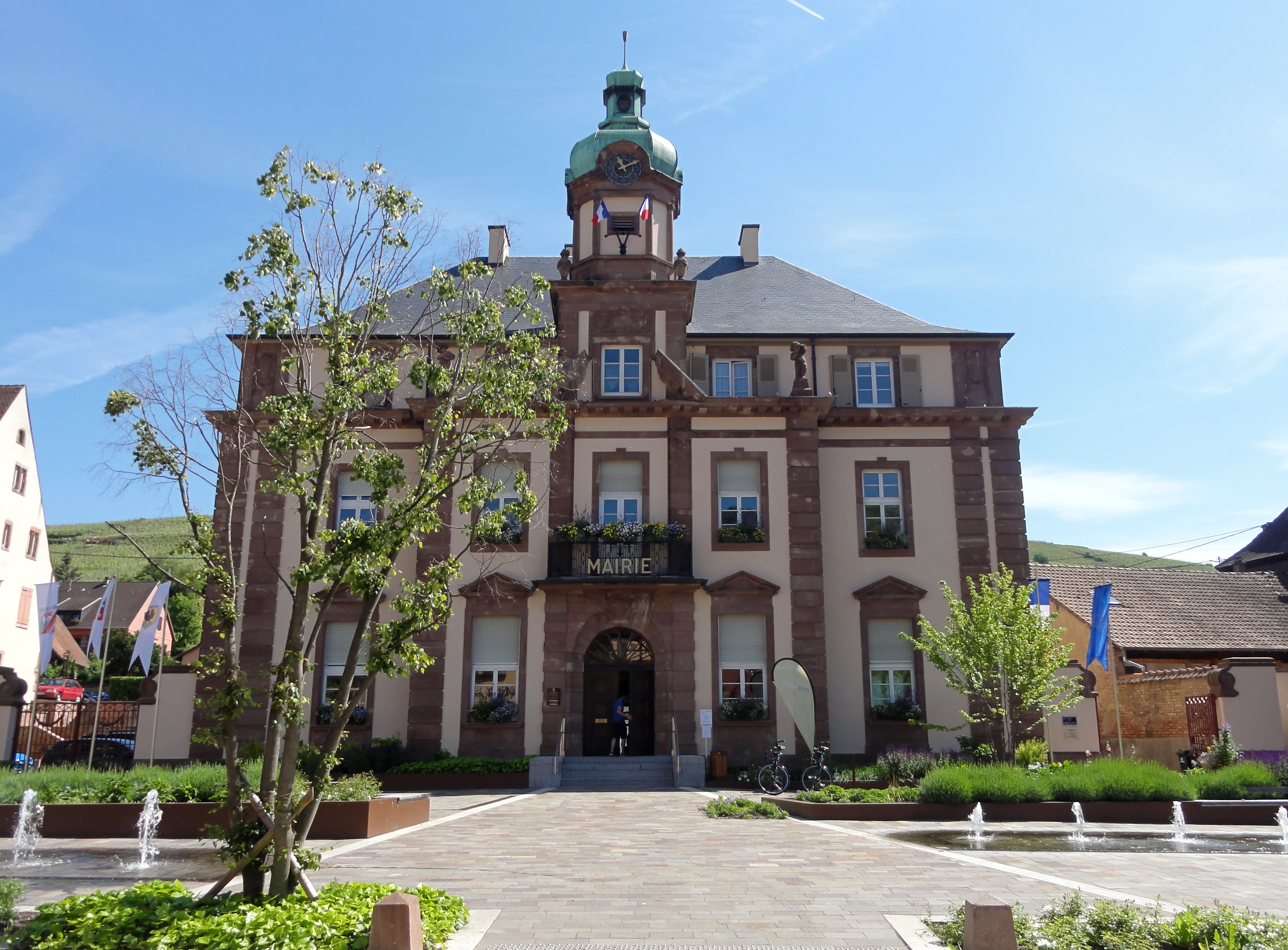
Mairie (1912), rue de la Vallée.
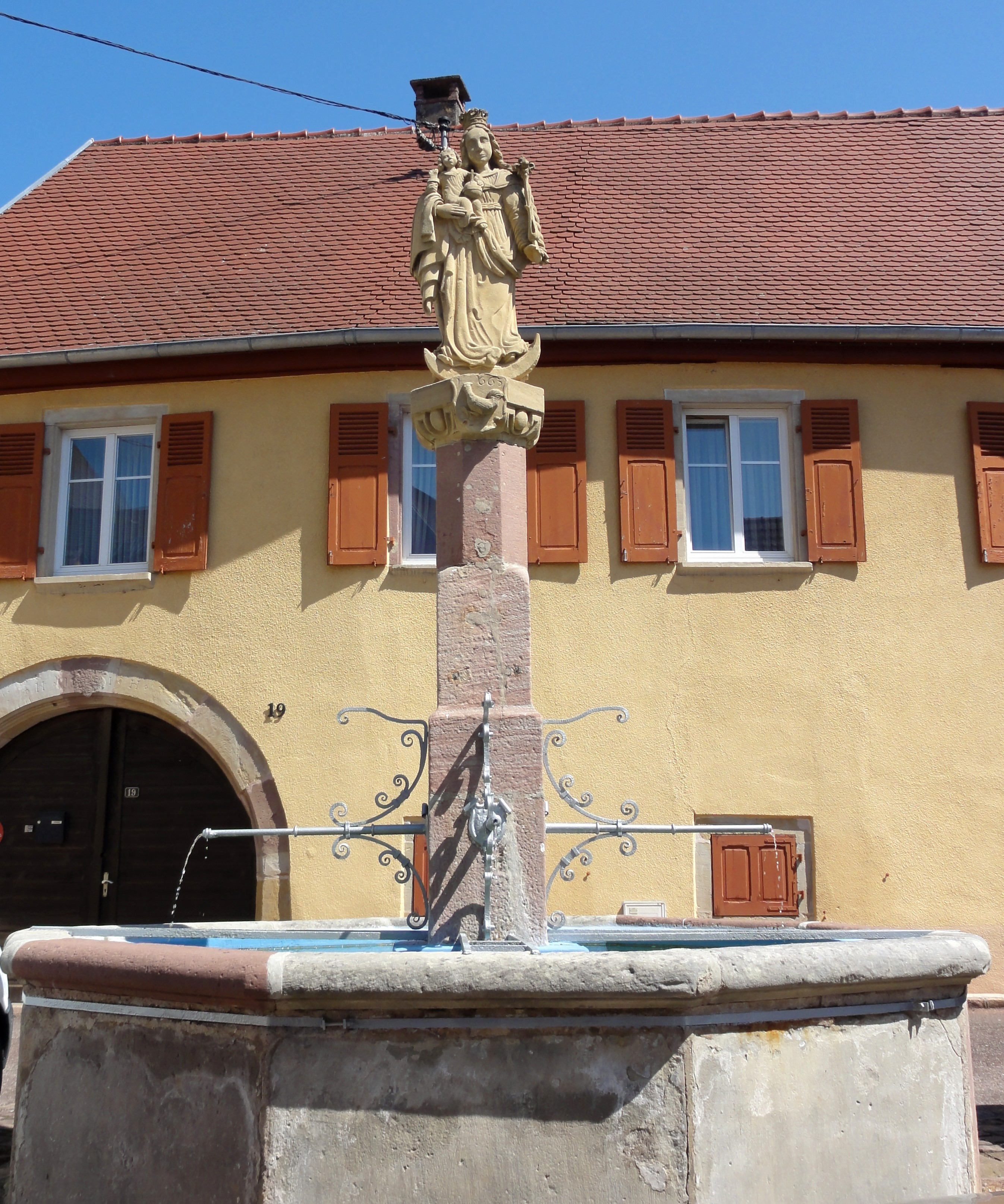
Fontaine du XVIIe, rue des Boulangers[47].
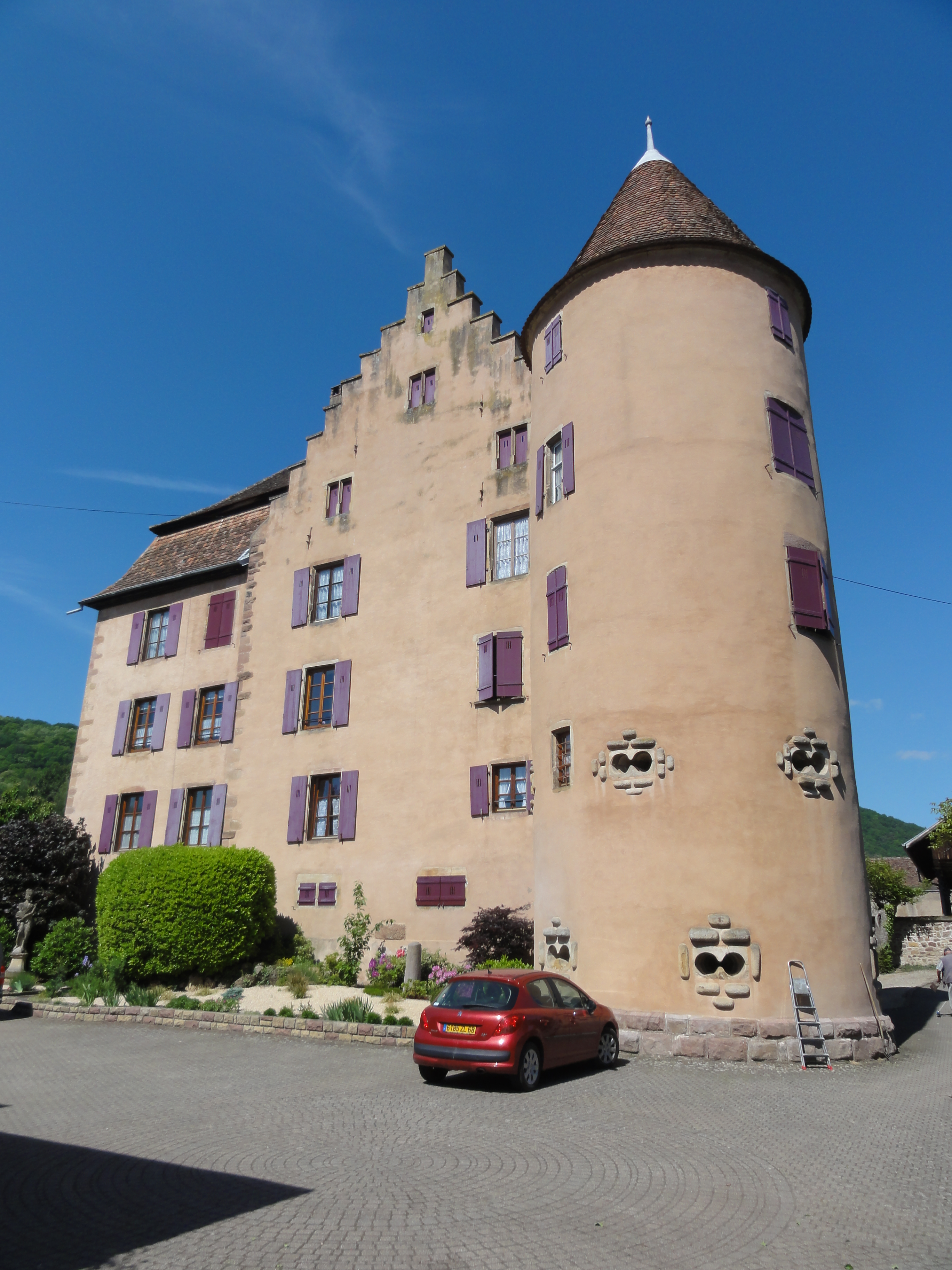
Château Wagenbourg (XVe-XVIe-XVIIIe), 25 rue de la Vallée.
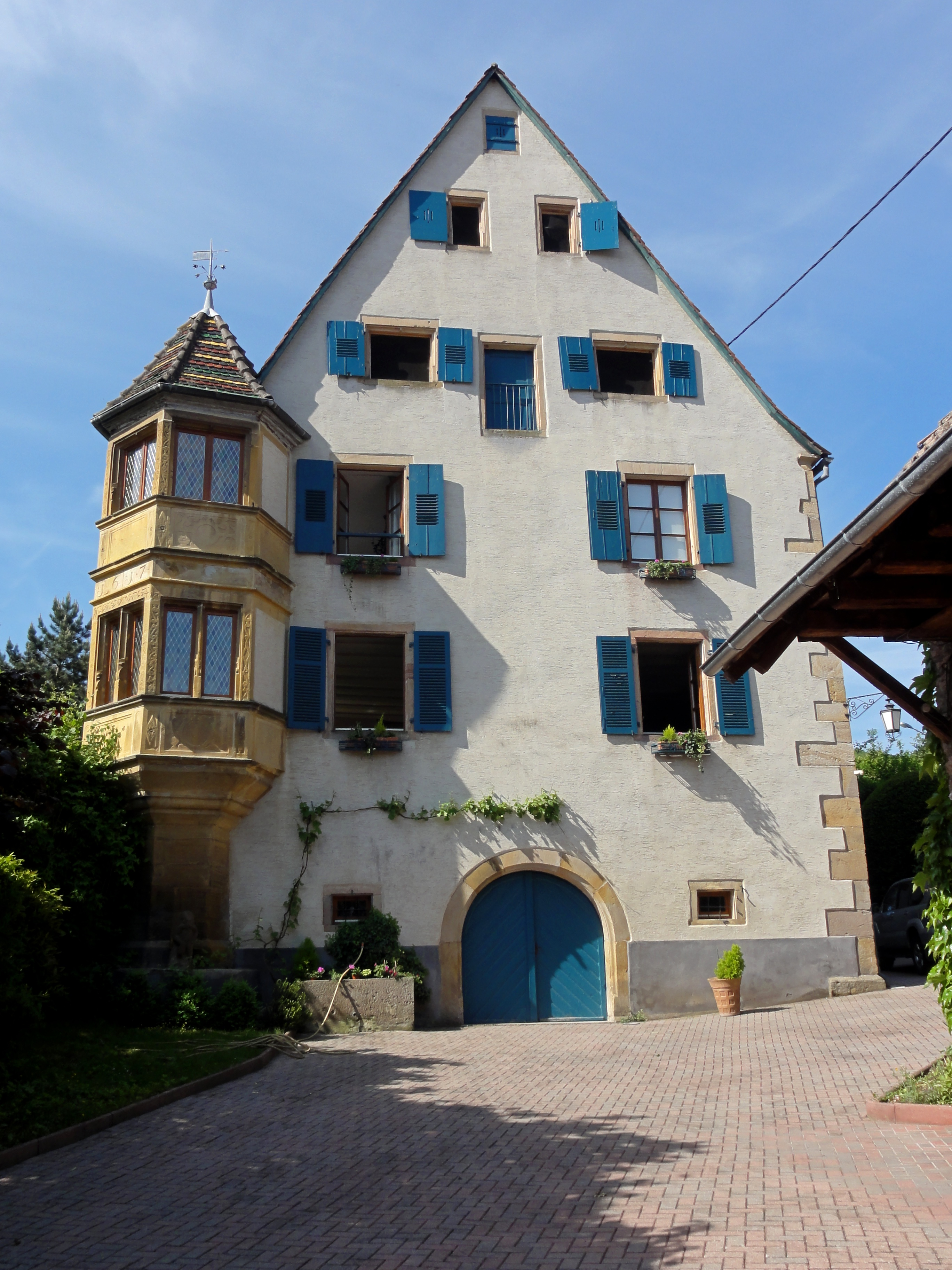
Ancienne ferme de vigneron (1617), 2 place Kessler.
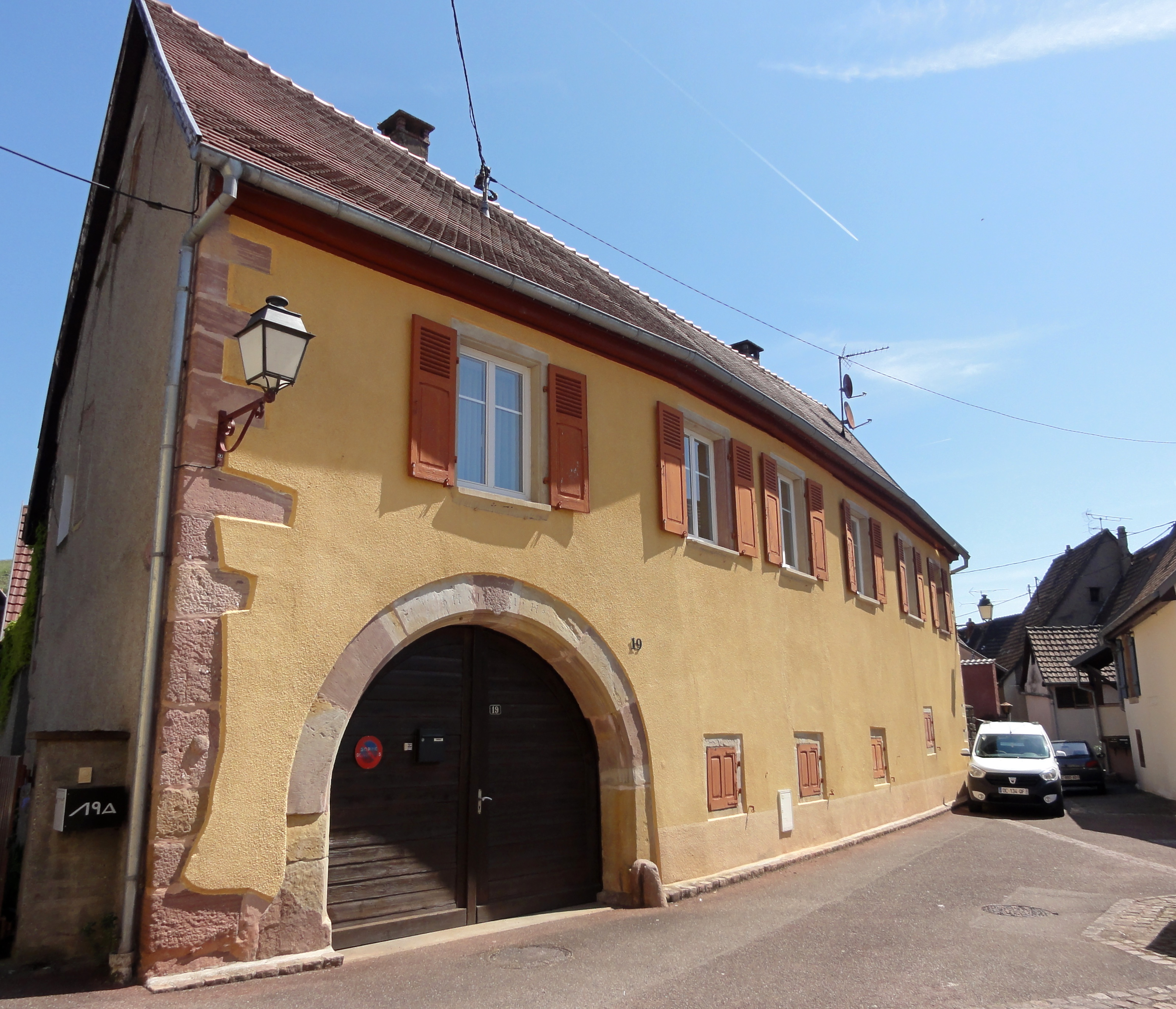
Ferme de vigneron (1586), 19 rue des Boulangers.
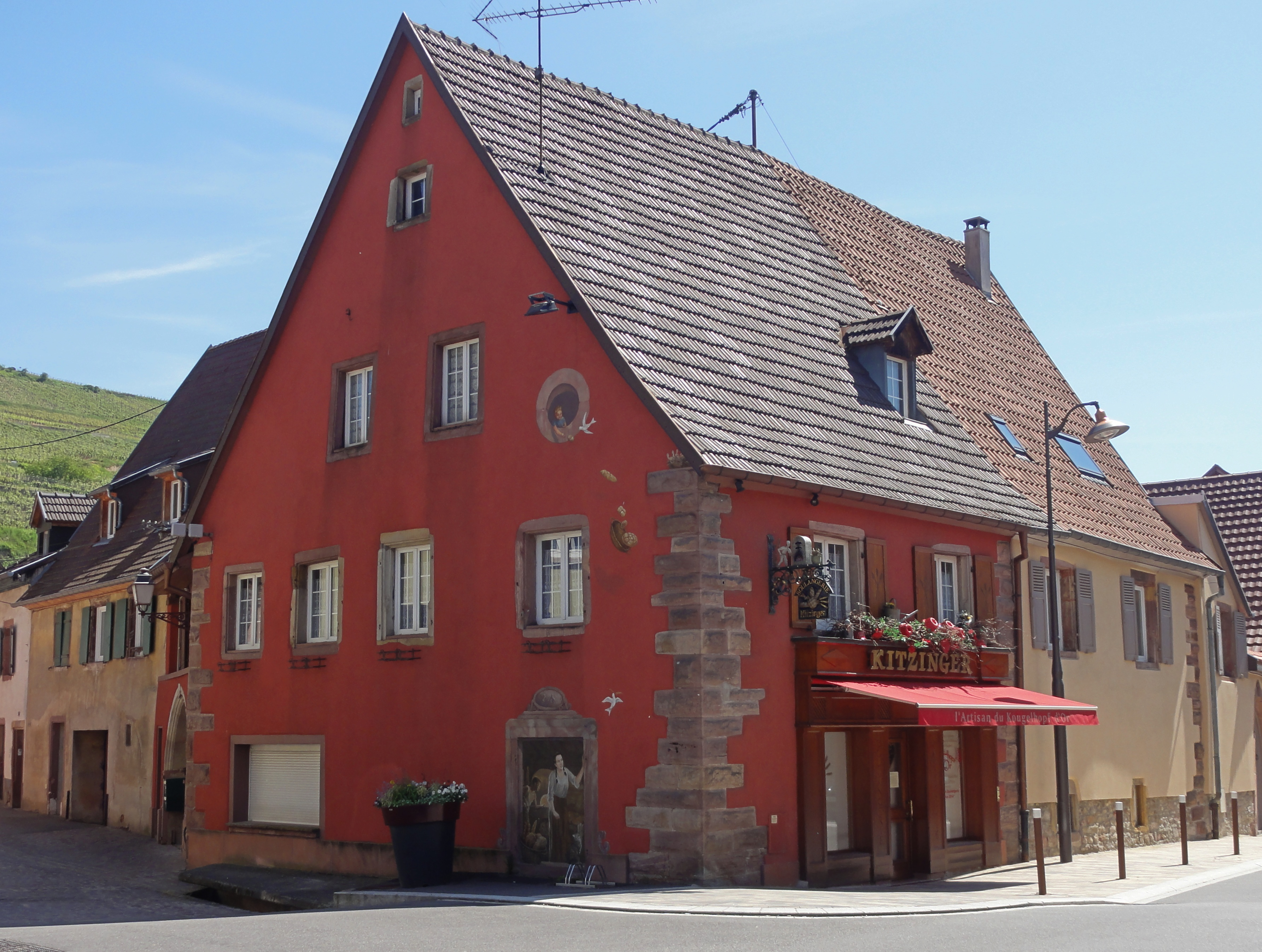
Maison (1593), 1 rue d'Or.
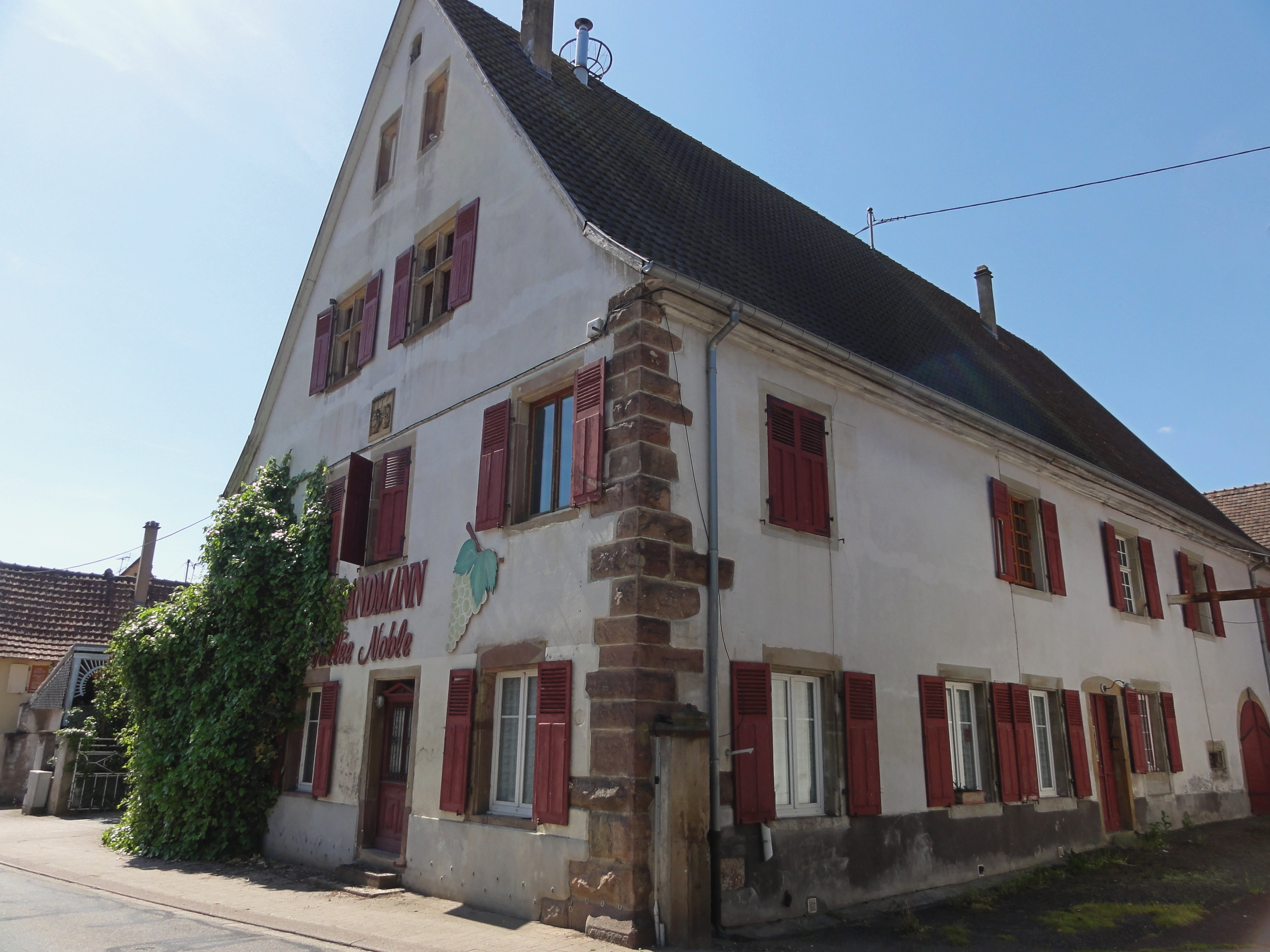
Ferme de vigneron (1574), 20 rue de la Vallée.
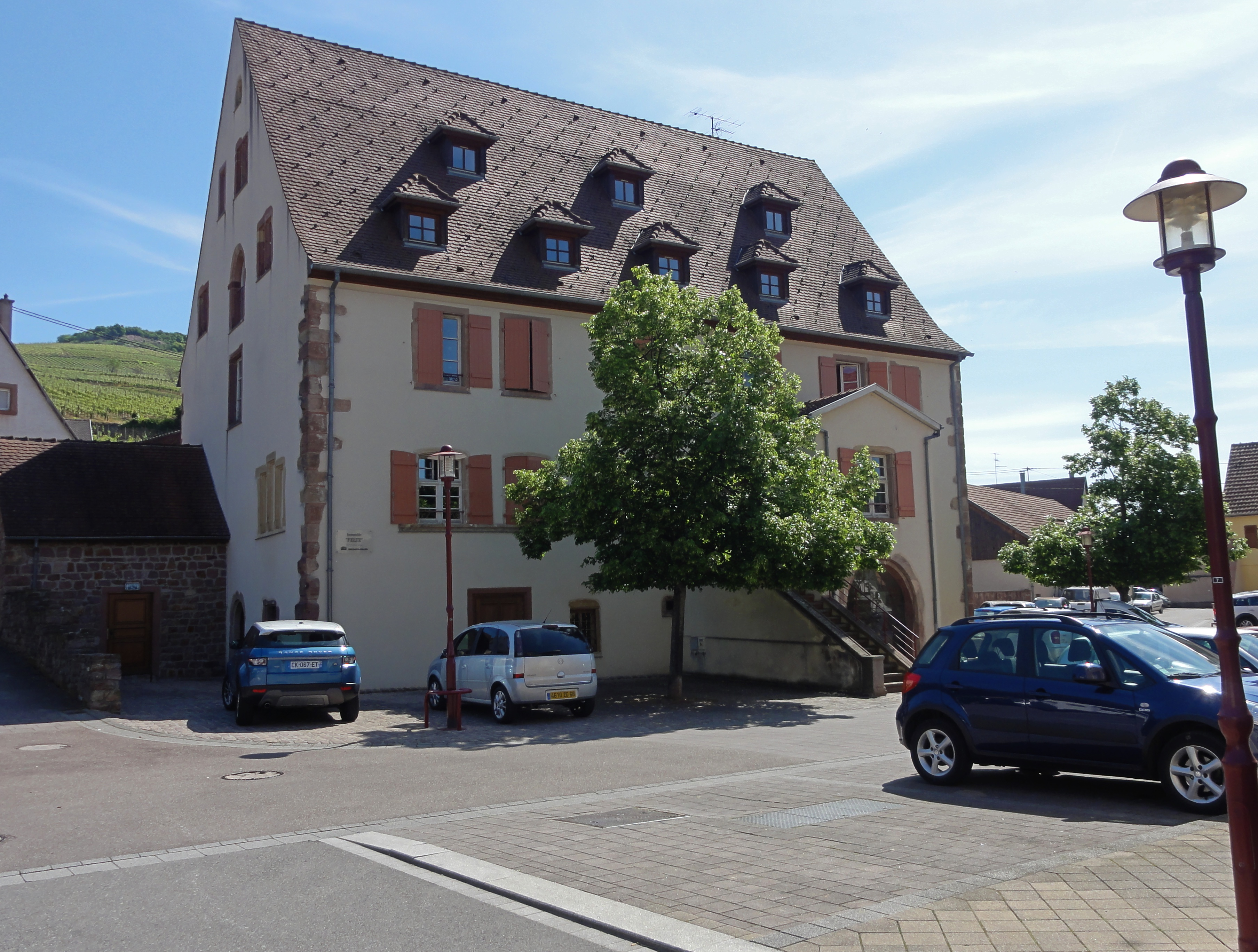
Immeuble Feltz (XVIe-XVIIIe), 45 rue de la Vallée.
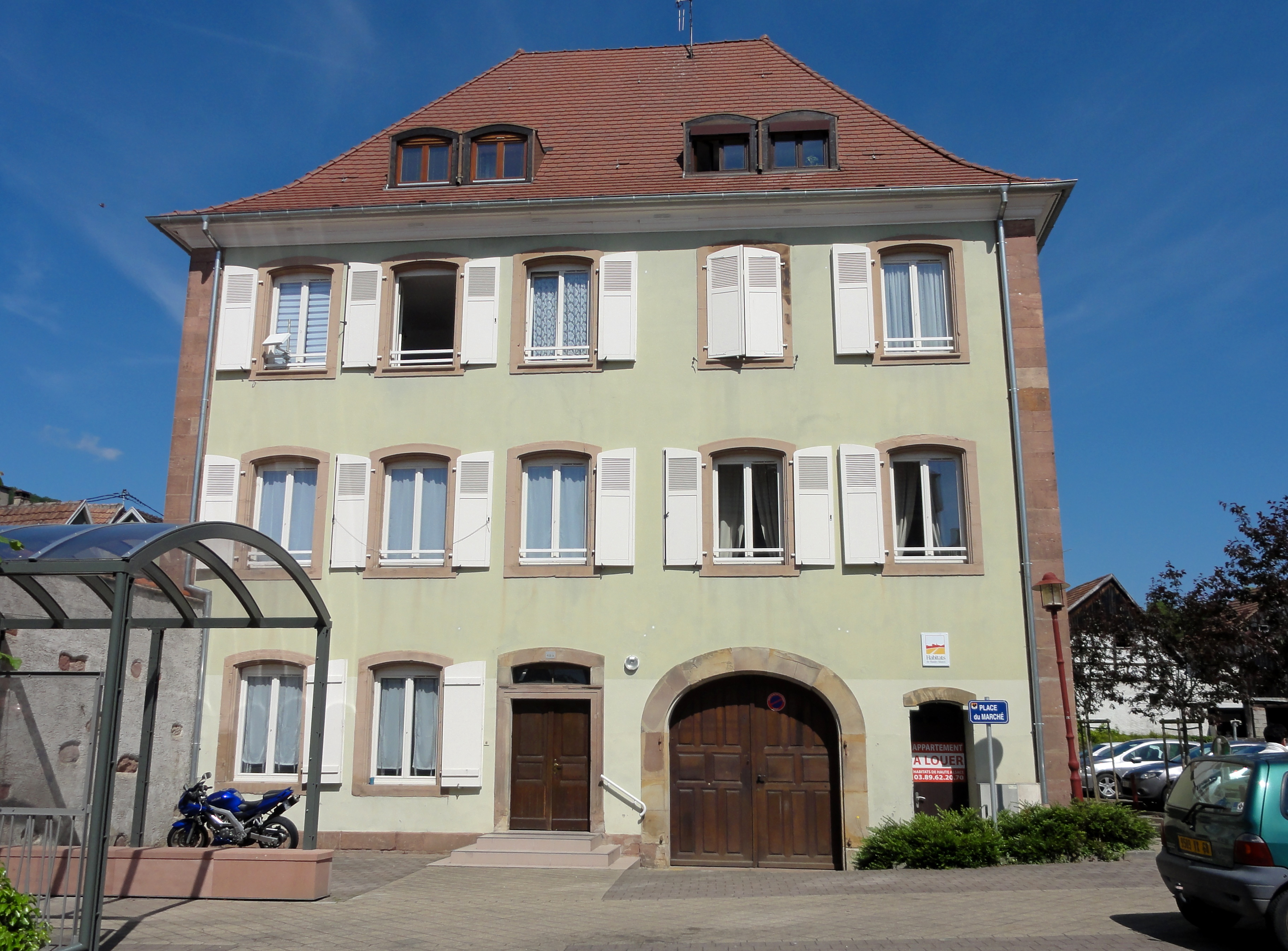
Maison-école (1750), 49A rue de la Vallée.
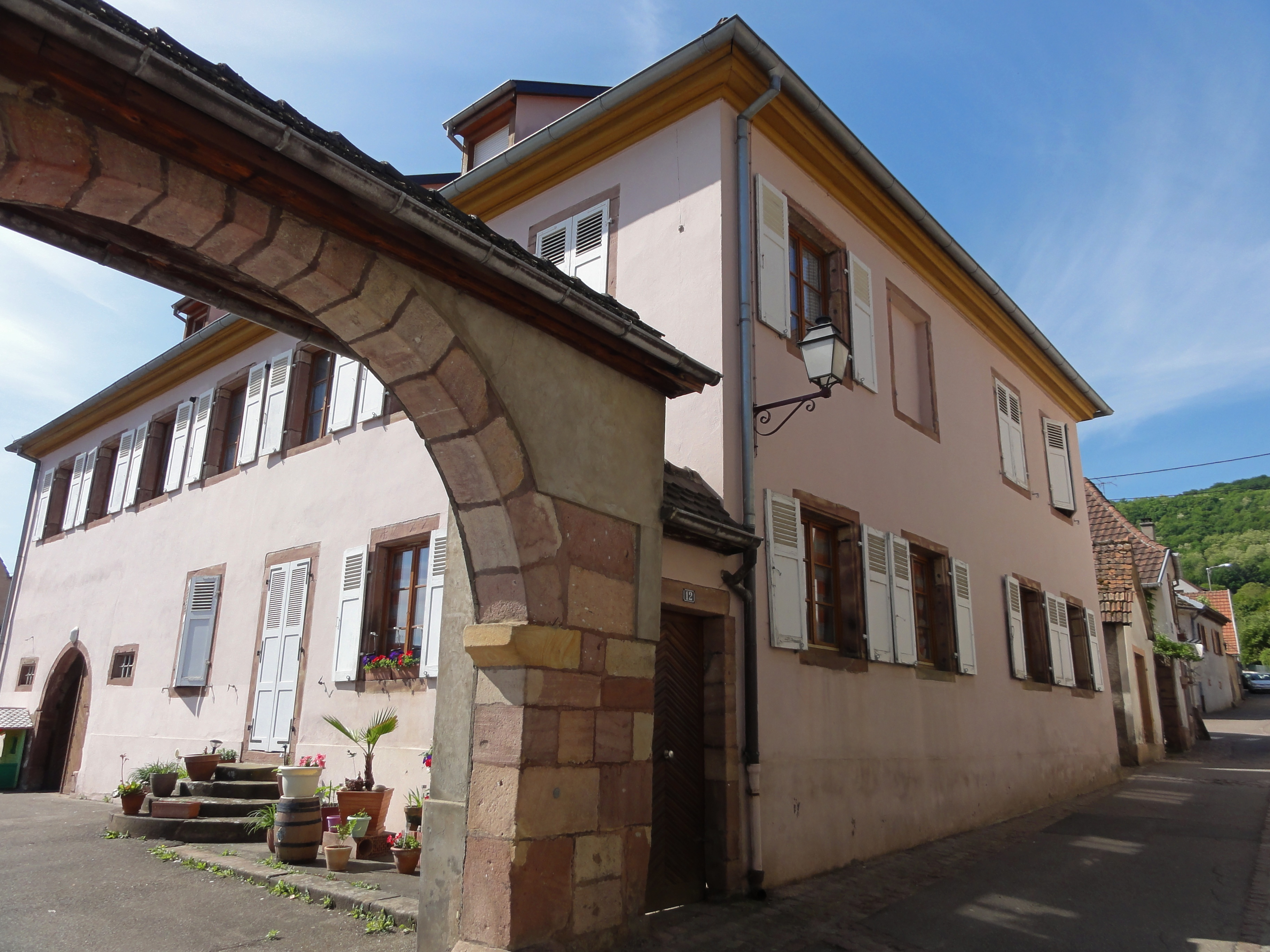
Presbytère (1777), 12 rue des Prêtres.

### Cimetière militaire roumain de la Gauchmatt

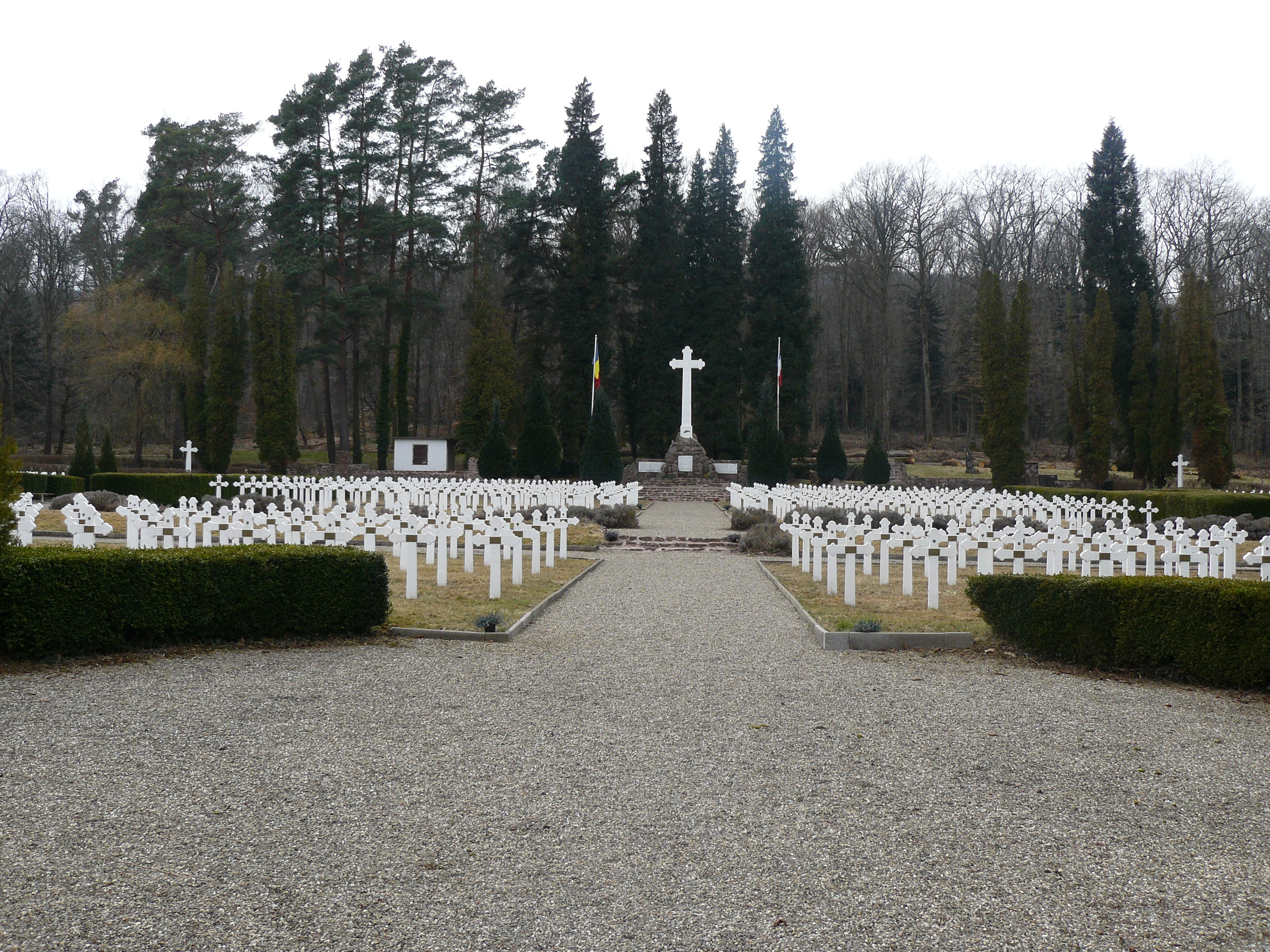
Cimetière militaire roumain (1914-1918) situé à la Gauchmatt.

Après la fin de la Première Guerre mondiale, la commune de Soultzmatt octroie gratuitement un terrain à la Roumanie, au lieu-dit de la Gauchmatt, pour y enterrer les prisonniers de guerre détenus par les Allemands à partir de 1917, dont plusieurs centaines sont morts de faim et de froid. Le cimetière militaire roumain du Val-du-Pâtre est inauguré en 1924 en présence du roi Ferdinand de Roumanie et de la reine Marie. Cette nécropole rassemble 678 corps dont 553 en tombes individuelles et 125 en ossuaires, ainsi qu'une statue monumentale représentant une femme attendant le retour des soldats. L'ensemble est classé au titre des monuments historiques depuis 2017.
Il constitue aujourd'hui un haut-lieu de pèlerinage où des officiels roumains viennent se recueillir au mois une fois par an. Un pèlerinage est organisé chaque année le premier dimanche qui suit l'Ascension.

## Personnalités liées à la commune
- Isidore Loeb (1839-1892), philologue et historien, né à Soultzmatt.
- Théodore Joran (1858-?), écrivain et sociologue, né à Soultzmatt.
- Dinah Faust, née en 1926, actrice du Barabli dont le père est originaire de la commune.

### Jumelages
- Talheim (Allemagne) depuis 1965 ;
- Saint-Porchaire (Charente-Maritime) depuis 1985 ;
- Vresse-sur-Semois (Belgique) depuis 2011.

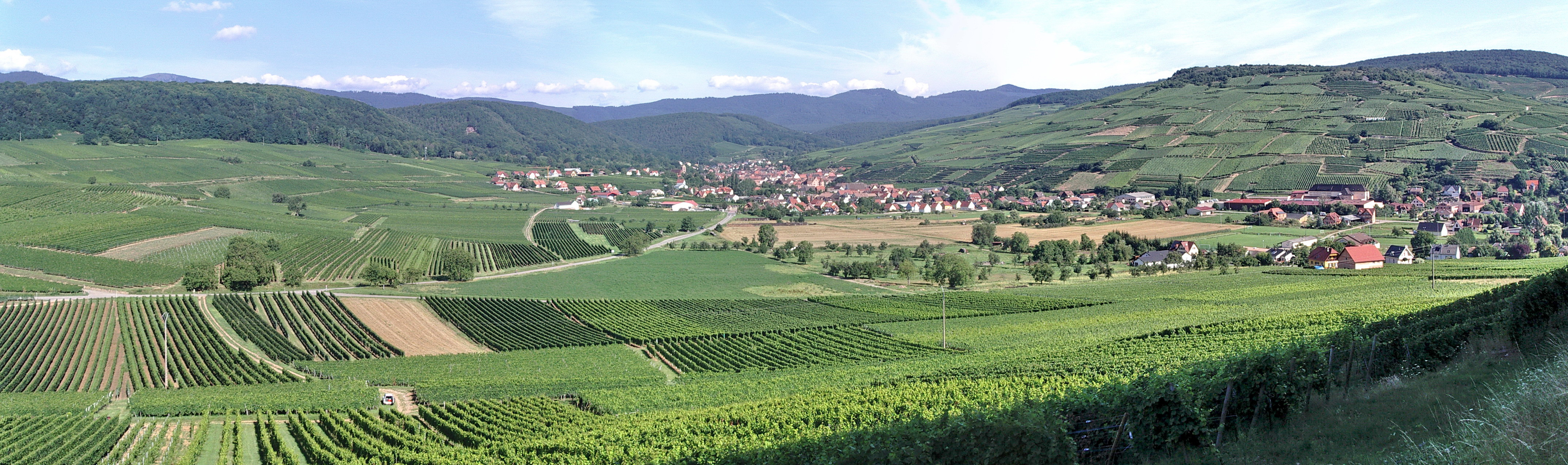
Vue panoramique de Soultzmatt et du Zinnkoepflé.